# エバー航空
エバー航空（エバーこうくう、英: EVA Airways、中: 長榮航空）は、台湾の航空会社。イギリス・スカイトラックス社による航空会社の格付けで、実質最高評価の「ザ・ワールド・ファイブ・スター・エアラインズ（The World's 5-Star Airlines）」の認定を得ている。
親会社はエバーグリーン・グループという名称だが、アメリカ合衆国のエバーグリーン航空との混同を避けるため、「エバー航空 (Eva Airways) 」という名称が使用された。なお、無線でのコールサインは「イーヴァエア (Eva Air) 」、または「イーヴァ(Eva)」である。（日本の空港での英語でのアナウンス時には、イー・ヴィ・エー・エアと発音）。

## 歴史
- 1989年4月7日、大手海運会社の長栄海運を中心とする企業グループ「長榮集団」の張榮發により、台湾初の民間国際航空会社として設立された[1]。
- 1989年10月、ボーイング747-400型機とマクドネル・ダグラスMD-11型機を合計26機発注した[2]。
- 1991年7月1日、ボーイング767-300ER型機3機を使用して、営業運航を開始した。当初はエコノミークラスとビジネスクラスの2クラス制だった。路線は、台北/桃園-バンコク、ソウル、ジャカルタ、シンガポール、クアラルンプールの5路線だった。開業時の客室乗務員などサービス部門は全日本空輸（ANA）を参考にした[3][4]。
- 1992年、ボーイング747-400型機でロサンゼルス線に就航し、初の太平洋横断路線に就航。747にはプレミアムエコノミークラスを設定した。
- 1995年、計画より1年前倒しで黒字化を達成。
- 1995年4月、MD-11を使用し、貨物専用便の運航を開始。
- 1990年代半ば、馬公国際航空、中華航空、台湾航空の株式を購入し、国内線事業を強化した。1998年7月1日には、3会社とエバー航空の国内線を合併し、ユニー航空として再編した。
- 2000年、ボーイング777-300ERのローンチ顧客の1社となり、4機を確定発注し、8機をオプション発注した。また、同時に、ボーイング777-200LRを3機発注した。
- 2001年1月、初めてエアバス機を発注した。エアバスA330-200型機を購入。
- 2001年、台湾証券取引所へ、株式公開の上場を開始した。
- 2012年3月29日にスターアライアンスへの加盟が議決され[5][6]、2013年6月18日に正式加盟[7]。
- 2016年1月、張栄発会長が死亡し、再婚相手との息子の張國煒が経営を引き継いだ。
- 2016年3月、張國煒は会長を解任され、台湾を拠点にするライバル会社のスターラックス航空を設立した[8]。
- 2016年6月15日、イギリスの調査会社スカイトラックス(SKYTRAX)との合同発表で、エアライン・スター・ランキングで最高評価「5スター」を獲得したと発表した。世界で8社目の5つ星認定航空会社となり、台湾の航空会社でははじめて、5つ星認定を獲得した。

## 日本との関係

### 日本への運航路線
| 便名      | 路線      | 路線      | 機材                                                        | コードシェア             |
| --------- | --------- | --------- | ----------------------------------------------------------- | ------------------------ |
| BR189/190 | 台北/松山 | 東京/羽田 | ボーイング787-10                                            | NH                       |
| BR191/192 | 台北/松山 | 東京/羽田 | ボーイング787-10                                            | NH                       |
| BR183/184 | 台北/桃園 | 東京/成田 | ボーイング787-10                                            | - AC - NH - NZ - TG - TK |
| BR197/198 | 台北/桃園 | 東京/成田 | ボーイング787-10                                            | - AC - NH - NZ - TG - TK |
| BR195/196 | 台北/桃園 | 東京/成田 | - ボーイング787-9 - ボーイング787-10 - ボーイング777-300ER  | - AC - NH - NZ - TG - TK |
| BR129/130 | 台北/桃園 | 大阪/関西 | - ボーイング777-300ER - ボーイング787-10                    | - NH - NZ - TG - TK      |
| BR131/132 | 台北/桃園 | 大阪/関西 | - ボーイング777-300ER - ボーイング787-10 - エアバスA330-300 | - NH - NZ - TG - TK      |
| BR177/178 | 台北/桃園 | 大阪/関西 | ボーイング787-10                                            | - NH - NZ - TG - TK      |
| BR115/116 | 台北/桃園 | 新千歳    | - ボーイング787-10 - エアバスA330-300                       | - NH - NZ - TG - TK      |
| BR165/166 | 台北/桃園 | 新千歳    | エアバスA321                                                | - NH - NZ - TG - TK      |
| BR101/102 | 台北/桃園 | 福岡      | - ボーイング787-9 - ボーイング787-10 - エアバスA321         | - NH - NZ - TG - TK      |
| BR105/106 | 台北/桃園 | 福岡      | - ボーイング787-9 - ボーイング787-10 - ボーイング777-300ER  | - NH - NZ - TG - TK      |
| BR185/186 | 台北/桃園 | 那覇      | - ボーイング787-9 - エアバスA321 - エアバスA330-300         | - NH - NZ - TG - TK      |
| BR112/113 | 台北/桃園 | 那覇      | エアバスA321                                                | - NH - NZ - TG - TK      |
| BR117/118 | 台北/桃園 | 仙台      | - エアバスA321 - エアバスA330-300                           | - NH - NZ - TG - TK      |
| BR157/158 | 台北/桃園 | 小松      | - エアバスA321 - エアバスA330-300                           | NH、NZ、TG               |
| BR109/110 | 台北/桃園 | 松山      | エアバスA321                                                | NH、NZ、TG               |
| BR121/122 | 台北/桃園 | 青森      | エアバスA321                                                | NH、TG                   |
|           | 台北/桃園 | 神戸      | 2025年4月18日就航予定                                       | 2025年4月18日就航予定    |
| BR107/108 | 高雄      | 東京/成田 | エアバスA321                                                | AC、NH                   |
| BR147/148 | 高雄      | 大阪/関西 | エアバスA321                                                | NH                       |
| BR181/182 | 高雄      | 大阪/関西 | エアバスA321                                                | NH                       |
| BR119/120 | 高雄      | 福岡      | エアバスA321                                                | NH                       |

コードシェア
- AC-エアカナダ
- NH-全日本空輸
- NZ-ニュージーランド航空
- TG-タイ国際航空
- TK-ターキッシュエアラインズ

### 日本との歴史
- 1994年、福岡-台北/桃園線開設。
- 1998年、大阪/関西‐台北/桃園線開設。
- 2000年、東京/羽田-台北/桃園線開設。当時羽田空港は国内線専用だったが、政治的理由により成田空港が使用できなかったため、チャイナエアラインとともに羽田空港に乗り入れた。
- 2002年、成田空港使用が認められ、東京での発着空港を成田に変更し、成田-台北線を運行開始。
- 2003年、札幌-台北/桃園線開設。
- 2004年、仙台-台北/桃園線開設。
- 2008年、小松-台北/桃園線開設。
- 2010年、東京/羽田-台北/松山線開設。
- 2013年、東京/成田-高雄線開設。
- 2014年、沖縄-台北/桃園線開設。
- 2015年、大阪-高雄線、福岡-高雄線開設。
- 2019年、青森-台北線、松山-台北線開設。
- 2022年4月28日から、台湾の2社が羽田-台北/松山線の運航再開[9]。
- 2022年12月1日より、羽田-台北/松山線を毎日2便に増便。また、同日より、新千歳-台北/桃園線で運航を再開[10]。

- 神戸空港国際化に合わせ、2025年4月18日に、神戸-台北/桃園線へ新規就航[11]。ただし、約2カ月間はチャーター便として運航し、6月下旬のフライトより航空券を一般発売。

### 日本でのトラブル
2023年6月10日、羽田空港A滑走路手前の誘導路において、タイ国際航空のエアバスA330-300型機と、エバー航空のエアバスA330-300型機が接触するトラブルが発生した。

## サンリオと提携

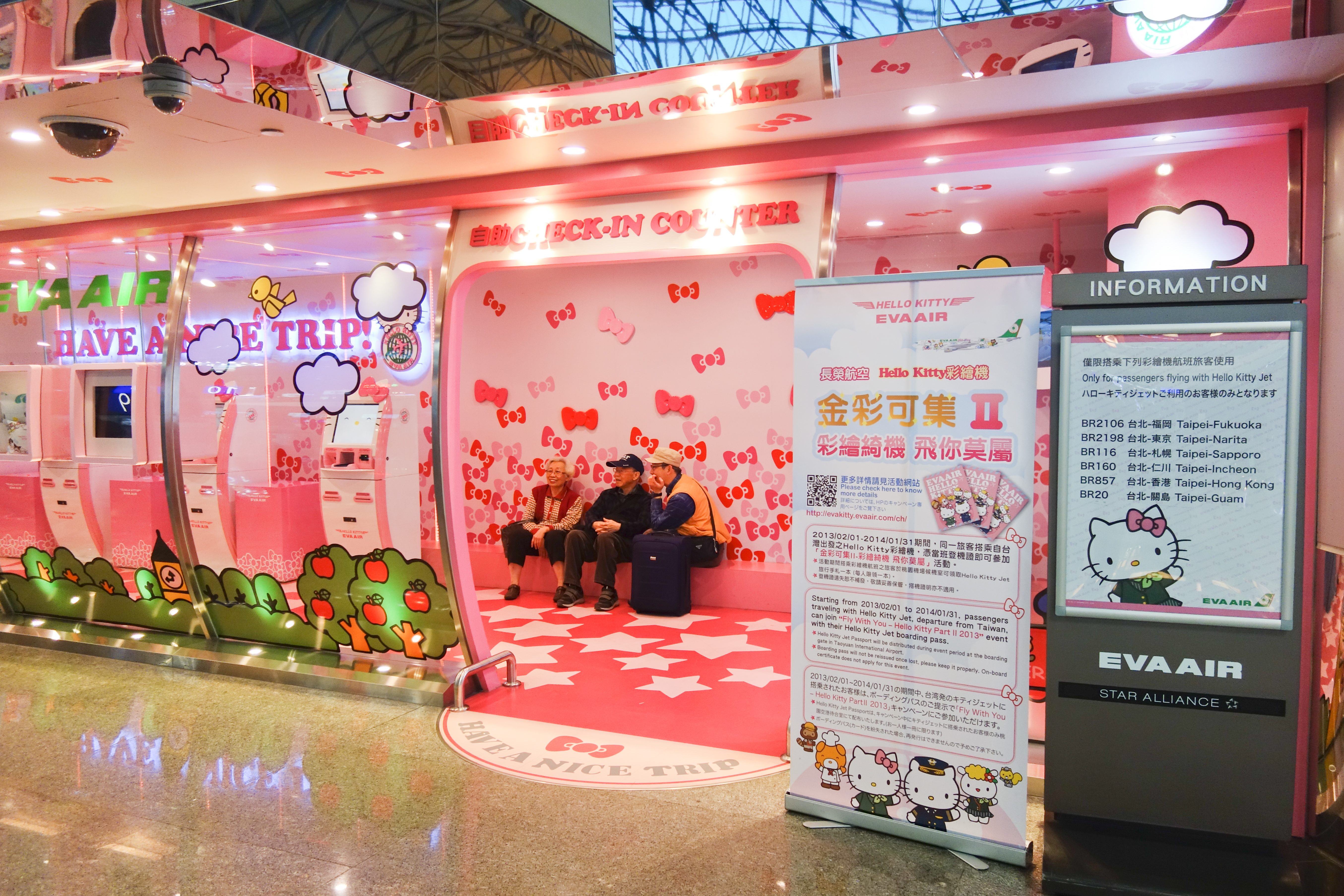
ハローキティチェックインカウンター
（桃園国際空港 第2ターミナル）

2005年、サンリオ側が機内販売でのグッズ取扱を打診したが、当時の総経理（CEO）だった創業者四男の張國煒が機体のラッピングやアメニティグッズへの全面展開を主張し、大掛かりなものとなった
航空会社として初めてサンリオと提携し、ハローキティの塗装やアメニティを施した「ハローキティジェット」を2005年に導入し、2機体制で主に日本路線に使用していた。空港のチェックインカウンターにも客室乗務員姿のハローキティが大きく描かれ、機内では離陸するとキティグッズ（トランプ等）が搭乗記念に配られていた。これらは2008年10月に全ての提携運航を終了した（機体の塗装は2009年3月頃には通常塗装に戻された）。
2011年に就航20周年を記念し、新たに導入されたエアバスA330-300型機の3機を「ハローキティジェット」として、台北/桃園 - 札幌/新千歳線（同年10月31日〜）・台北/桃園 - 福岡線・台北/桃園 - ソウル/仁川線・台北/桃園 - 東京/成田線（3路線は同年内〜）に投入させると発表した。最初の1機目は予定通り同年10月31日から、2機目は同年12月7日の台北/桃園 - 福岡線から、3機目は同年12月24日の台北/桃園 - 札幌/新千歳線でそれぞれ投入開始。
その後の市場で高評価を得ていることから、エアバスA330-200型機の2機を「ハローキティジェット」として、新たに台北/松山 - 東京/羽田線・台北/松山 - 上海/虹橋線の2路線を追加させた。4機目は2012年5月23日に台北/桃園 - 香港線、5機目は同年6月22日に台北/桃園 - 東京/成田線でそれぞれ投入開始。
更にボーイング777-300ER型機の1機を「ハローキティジェット」として、台北/桃園 - ロサンゼルス線の一部に2013年9月18日から投入開始した。2014年10月29日からは、台北/桃園 - パリ シャルル・ド・ゴール線にも週4便のうち週2便へ導入した。2015年6月19日からは、台北/桃園 - ヒューストン線を週3便で就航開始とともに導入される。2機目は同年6月21日から台北/桃園 - シンガポール線の一部に導入した。なお、これらボーイング777のハローキティジェットは、後述の長距離国際線の間に合いで成田 - 台湾/桃園線・関西 - 台湾/桃園線に入ることもある。
2016年11月24日より、エアバスA321の1機（機体番号：B-16205）にサンリオキャラクターのぐでたまを起用した「ぐでたまジェット」塗装となり、成田 - 台湾/桃園線の一部に導入を開始した。なおこの機材は、特別塗装となる前にウィングチップフェンスからシャークレットの取り換えが行われ、特別塗装と同時に垂直尾翼の塗装が新しくなった。2017年6月28日からは、同じエアバスA321の1機（機体番号：B-16207）に「ハローキティ なかよしジェット」塗装となり、関西・沖縄/那覇 - 台北/桃園線へ投入された。
2017年よりエアバスA330-300の初期導入機3機が順次新しいハローキティ塗装へ更新された。「マジックスター」は「バッドばつ丸 ファントラベルジェット」（機体番号：B-16331のまま）になって同年3月4日から、「アップル」はサンリオキャラクターが勢揃いの「ドリームジェット」（機体番号：B-16332のまま）になって4月10日から、「アラウンド・ザ・ワールド」は「パーティージェット」（機体番号：B-16333のまま）になって5月23日からそれぞれ就航した。これら3機は「ぐでたまジェット」の時と同じく、垂直尾翼の塗装は新塗装となった。またバッドばつ丸ジェットは主に台北/桃園 - 成田・福岡・小松線などへ、ドリームジェットとパーティージェットは主に台北/松山 - 東京/羽田線へ投入されている。

## 就航都市
| エバー航空 就航都市（2025年2月現在） | エバー航空 就航都市（2025年2月現在） | エバー航空 就航都市（2025年2月現在）             | エバー航空 就航都市（2025年2月現在）     | エバー航空 就航都市（2025年2月現在） |
| ------------------------------------ | ------------------------------------ | ------------------------------------------------ | ---------------------------------------- | ------------------------------------ |
| 国/地域                              | 都市                                 | 空港                                             | 備考                                     |                                      |
| 東アジア                             |                                      |                                                  |                                          |                                      |
| 台湾                                 | 台北                                 | 台湾桃園国際空港                                 | メインハブ空港                           |                                      |
| 台湾                                 | 台北                                 | 台北松山空港                                     |                                          |                                      |
| 台湾                                 | 高雄                                 | 高雄国際空港                                     | 焦点空港                                 |                                      |
| 台湾                                 | 台中                                 | 台中国際空港                                     |                                          |                                      |
| 日本                                 | 東京                                 | 東京国際空港                                     |                                          |                                      |
| 日本                                 | 東京                                 | 成田国際空港                                     |                                          |                                      |
| 日本                                 | 大阪                                 | 関西国際空港                                     |                                          |                                      |
| 日本                                 | 大阪                                 | 神戸空港                                         | [25]                                     |                                      |
| 日本                                 | 札幌                                 | 新千歳空港                                       |                                          |                                      |
| 日本                                 | 福岡                                 | 福岡空港                                         |                                          |                                      |
| 日本                                 | 沖縄                                 | 那覇空港                                         |                                          |                                      |
| 日本                                 | 青森                                 | 青森空港                                         | [ 28 ]                                   |                                      |
| 日本                                 | 仙台                                 | 仙台空港                                         |                                          |                                      |
| 日本                                 | 金沢                                 | 小松空港                                         |                                          |                                      |
| 日本                                 | 松山                                 | 松山空港                                         | [ 29 ]                                   |                                      |
| 韓国                                 | ソウル                               | 仁川国際空港                                     |                                          |                                      |
| 韓国                                 | ソウル                               | 金浦国際空港                                     |                                          |                                      |
| 韓国                                 | 釜山                                 | 金海国際空港                                     | 2025年10月21日より運航開始予定           |                                      |
| 中国                                 | 北京                                 | 北京首都国際空港                                 |                                          |                                      |
| 中国                                 | 上海                                 | 上海浦東国際空港                                 |                                          |                                      |
| 中国                                 | 上海                                 | 上海虹橋国際空港                                 |                                          |                                      |
| 中国                                 | 広州                                 | 広州白雲国際空港                                 |                                          |                                      |
| 中国                                 | 成都                                 | 成都天府国際空港                                 |                                          |                                      |
| 中国                                 | 杭州                                 | 杭州蕭山国際空港                                 |                                          |                                      |
| 香港                                 | 香港                                 | 香港国際空港                                     |                                          |                                      |
| マカオ                               | マカオ                               | マカオ国際空港                                   |                                          |                                      |
| 東南アジア                           |                                      |                                                  |                                          |                                      |
| カンボジア                           | プノンペン                           | プノンペン国際空港                               |                                          |                                      |
| フィリピン                           | マニラ                               | ニノイ・アキノ国際空港                           |                                          |                                      |
| フィリピン                           | セブ                                 | マクタン・セブ国際空港                           | [ 31 ]                                   |                                      |
| フィリピン                           | アンへレス                           | クラーク国際空港                                 |                                          |                                      |
| インドネシア                         | ジャカルタ                           | スカルノ・ハッタ国際空港                         |                                          |                                      |
| インドネシア                         | デンパサール                         | ングラ・ライ国際空港                             |                                          |                                      |
| マレーシア                           | クアラルンプール                     | クアラルンプール国際空港                         |                                          |                                      |
| シンガポール                         | シンガポール                         | シンガポール・チャンギ国際空港                   |                                          |                                      |
| タイ                                 | バンコク                             | スワンナプーム国際空港                           | 焦点空港                                 |                                      |
| タイ                                 | チェンマイ                           | チェンマイ国際空港                               | [ 32 ]                                   |                                      |
| ベトナム                             | ハノイ                               | ノイバイ国際空港                                 |                                          |                                      |
| ベトナム                             | ホーチミンシティ                     | タンソンニャット国際空港                         |                                          |                                      |
| ベトナム                             | ダナン                               | ダナン国際空港                                   |                                          |                                      |
| ヨーロッパ                           |                                      |                                                  |                                          |                                      |
| オーストリア                         | ウィーン                             | ウィーン国際空港                                 | [ 33 ]                                   |                                      |
| フランス                             | パリ                                 | パリ＝シャルル・ド・ゴール空港                   |                                          |                                      |
| イタリア                             | ミラノ                               | ミラノ・マルペンサ空港                           |                                          |                                      |
| ドイツ                               | ミュンヘン                           | ミュンヘン空港                                   |                                          |                                      |
| オランダ                             | アムステルダム                       | アムステルダム・スキポール空港                   |                                          |                                      |
| イギリス                             | ロンドン                             | ロンドン・ヒースロー空港                         |                                          |                                      |
| 北アメリカ                           |                                      |                                                  |                                          |                                      |
| カナダ                               | バンクーバー                         | バンクーバー国際空港                             |                                          |                                      |
| カナダ                               | トロント                             | トロント・ピアソン国際空港                       |                                          |                                      |
| アメリカ合衆国                       | アンカレッジ                         | テッド・スティーブンス・アンカレッジ国際空港     | 貨物便                                   |                                      |
| アメリカ合衆国                       | アトランタ                           | ハーツフィールド・ジャクソン・アトランタ国際空港 | 貨物便                                   |                                      |
| アメリカ合衆国                       | ダラス                               | ダラス・フォートワース国際空港                   | 貨物便 (2025年10月3日より旅客便就航予定) |                                      |
| アメリカ合衆国                       | シカゴ                               | シカゴ・オヘア国際空港                           | [ 35 ]                                   |                                      |
| アメリカ合衆国                       | ヒューストン                         | ジョージ・ブッシュ・インターコンチネンタル空港   | [ 36 ]                                   |                                      |
| アメリカ合衆国                       | ロサンゼルス                         | ロサンゼルス国際空港                             |                                          |                                      |
| アメリカ合衆国                       | ニューヨーク                         | ジョン・F・ケネディ国際空港                      |                                          |                                      |
| アメリカ合衆国                       | サンフランシスコ                     | サンフランシスコ国際空港                         |                                          |                                      |
| アメリカ合衆国                       | シアトル                             | シアトル・タコマ国際空港                         |                                          |                                      |
| オセアニア                           |                                      |                                                  |                                          |                                      |
| オーストラリア                       | ブリスベン                           | ブリスベン国際空港                               |                                          |                                      |
| 休・廃止路線                         |                                      |                                                  |                                          |                                      |
| 日本                                 | 名古屋                               | 中部国際空港                                     | 運休中                                   |                                      |
| 日本                                 | 旭川                                 | 旭川空港                                         | 季節運航                                 |                                      |
| 日本                                 | 岡山                                 | 岡山空港                                         | [ 38 ] [ 39 ]                            |                                      |
| 日本                                 | 宮崎                                 | 宮崎空港                                         |                                          |                                      |
| 中国                                 | 昆明                                 | 昆明長水国際空港                                 |                                          |                                      |
| 中国                                 | ハイラル                             | ハイラル東山飛行場                               |                                          |                                      |
| 中国                                 | 西寧                                 | 西寧曹家堡空港                                   |                                          |                                      |
| インド                               | デリー                               | インディラ・ガンディー国際空港                   |                                          |                                      |
| インド                               | ムンバイ                             | チャットラパティー・シヴァージー国際空港         |                                          |                                      |
| モルディブ                           | マレ                                 | イブラヒム・ナシル国際空港                       |                                          |                                      |
| アラブ首長国連邦                     | ドバイ                               | ドバイ国際空港                                   | 貨物便                                   |                                      |
| ベルギー                             | ブリュッセル                         | ブリュッセル空港                                 | 貨物便                                   |                                      |
| ドイツ                               | フランクフルト                       | フランクフルト空港                               | 貨物便                                   |                                      |
| トルコ                               | イスタンブール                       | アタテュルク国際空港                             |                                          |                                      |
| アメリカ合衆国                       | ホノルル                             | ホノルル国際空港                                 |                                          |                                      |
| パナマ                               | パナマシティ                         | トクメン国際空港                                 |                                          |                                      |
| オーストラリア                       | シドニー                             | シドニー国際空港                                 |                                          |                                      |
| ニュージーランド                     | オークランド                         | オークランド国際空港                             |                                          |                                      |

## コードシェア
エバー航空は下記航空会社とコードシェアを行っている（2017年1月 現在）。※印はスターアライアンス加盟会社
- 全日本空輸 ※
- アシアナ航空 ※
- ユナイテッド航空 ※
- シンガポール航空 ※
- ターキッシュ エアラインズ ※
- 中国国際航空 ※
- 深圳航空 ※
- エア・インディア ※
- 山東航空
- バンコク・エアウェイズ
- タイ国際航空 ※
- 海南航空（香港航空）
- カンタス航空
- エア・カナダ ※
- オーストリア航空 ※（カーゴ）
- ブリティッシュ・エアウェイズ（カーゴ）
- ルフトハンザ・ドイツ航空 ※（カーゴ）
- ニュージーランド航空※
- ユニー航空

## サービス

### 座席
- B777-300ER
  - ローヤル・ローレルクラス、プレミアムエコノミークラス、エコノミークラス
- B787-9/-10
  - ローヤル・ローレルクラス、エコノミークラス
- A330-200/-300
  - プレミアム・ローレルクラス、エコノミークラス
- A321-200
  - ビジネスクラス、エコノミークラス

### 機内食
上位の座席クラスでは、ニューヨーク・タイムズにより「世界の10大レストラン」に選出された鼎泰豊の点心がメニューにある。他にはオンライン予約でしか味わえない機内食や、ベジタリアンミール・低刺激ミールなどの機内特別食も用意されている。オンライン予約限定メニューは出発の21日前から24時間前まで、機内特別食はごく一部が3日前であるのを除き、出発の24時間前に予約係員まで申し込むと対応できる。

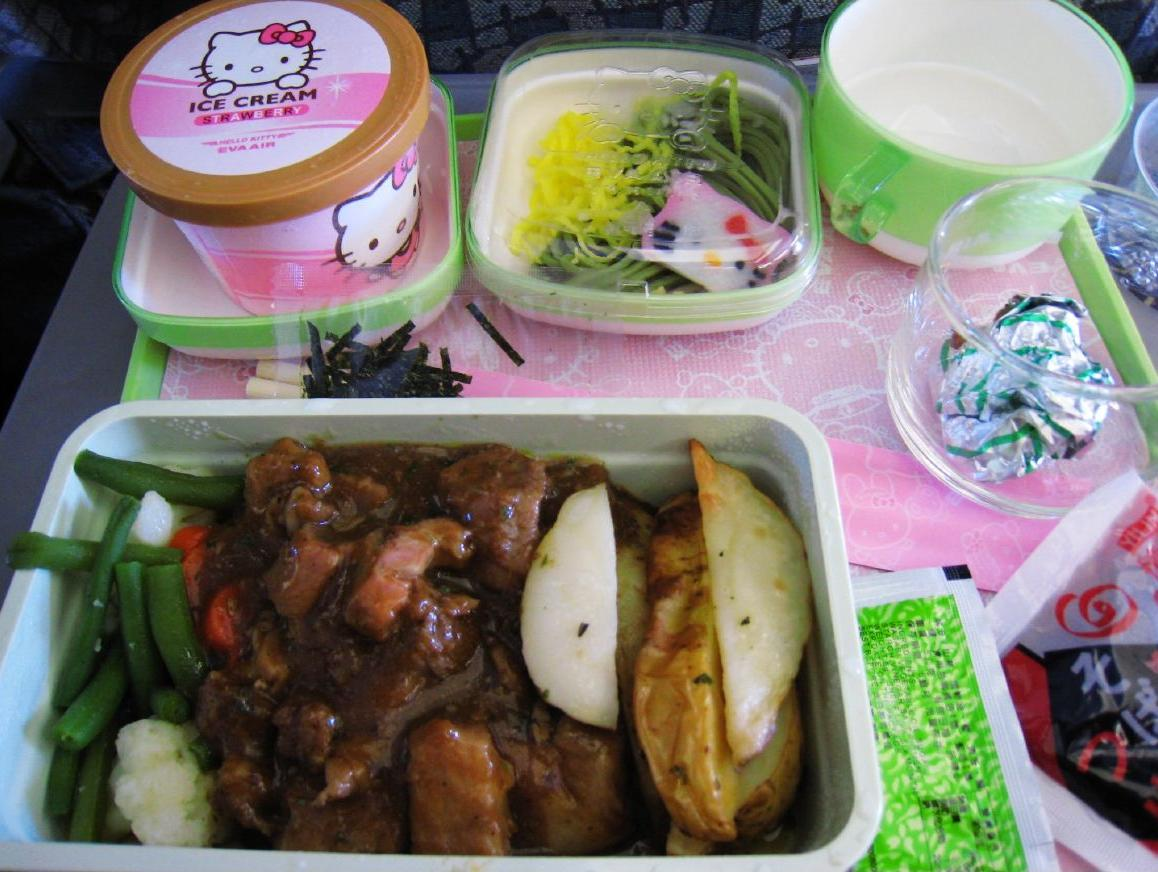
エバー航空の機内食
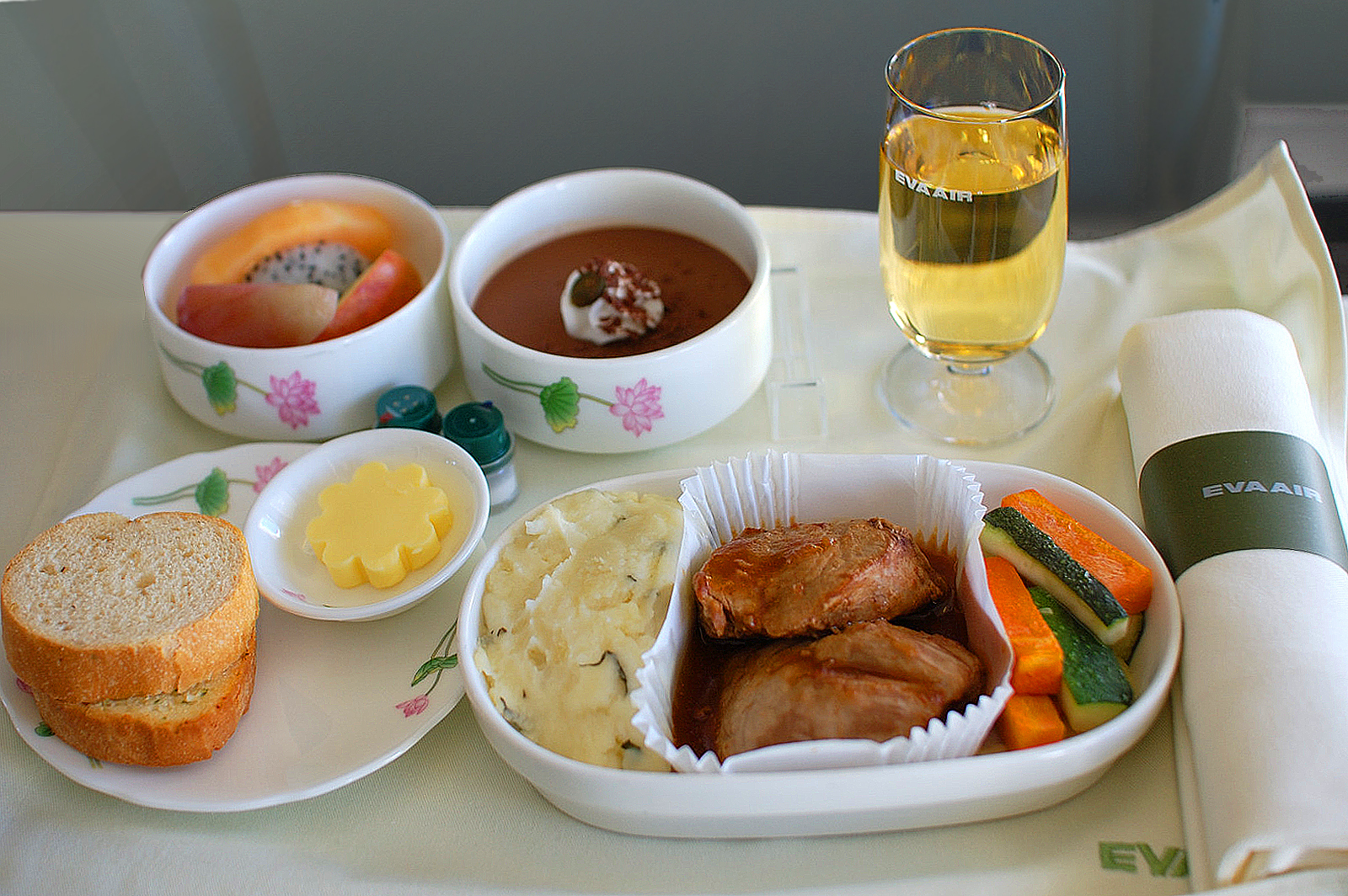
上位の座席クラスの機内食

### インフィニティ・マイレージランド
マイレージサービスである。元々は「エバーグリーンクラブ」という名称だったが、2013年6月18日にスターアライアンスへの加盟を機に改称された。スターアライアンス各社の他、子会社のユニー航空と提携している。入会は満2歳以上から可能で、12歳までは保護者1人以上と共に入会している必要がある。

## 保有機材

### 現在の保有機材
エバー航空がボーイング747-400を自社発注した際、ボーイング社から航空機の顧客番号（カスタマーコード）として5Eが与えられており、航空機の形式名は 747-45E、777-35EER などとなる。
| 機材                  | 保有数 | 発注数 | 座席数 | 座席数 | 座席数 | 座席数 | 備考                                                                       |
| 機材                  | 保有数 | 発注数 | C      | W      | Y      | 計     | 備考                                                                       |
| --------------------- | ------ | ------ | ------ | ------ | ------ | ------ | -------------------------------------------------------------------------- |
| エアバスA321-200      | 17     | -      | 8      | -      | 176    | 184    | A321neoに置き換え予定                                                      |
| エアバスA321neo       | -      | 18     | 未定   | 未定   | 未定   | 未定   | 2026年より導入予定 A321ceoを置き換え予定                                   |
| エアバスA330-300      | 8      | -      | 30     | -      | 279    | 309    | 787に置き換え予定                                                          |
| エアバスA350-1000     | -      | 24     | 未定   | 未定   | 未定   | 未定   | 2026年より導入予定 777-300ERを置き換え予定                                 |
| ボーイング777-300ER   | 33     | -      | 38     | 64     | 221    | 323    | うち3機を貨物型に改造予定                                                  |
| ボーイング777-300ER   | 33     | -      | 39     | 56     | 238    | 333    | うち3機を貨物型に改造予定                                                  |
| ボーイング777-300ER   | 33     | -      | 39     | 56     | 258    | 353    | うち3機を貨物型に改造予定                                                  |
| ボーイング787-9       | 7      | 6      | 26     | -      | 278    | 304    | 2クラス仕様は3クラス仕様に改修予定 2027年までに導入予定 A330を置き換え予定 |
| ボーイング787-9       | 7      | 6      | 26     | 28     | 224    | 278    | 2クラス仕様は3クラス仕様に改修予定 2027年までに導入予定 A330を置き換え予定 |
| ボーイング787-10      | 12     | 5      | 34     | -      | 308    | 342    |                                                                            |
| 貨物機材              |        |        |        |        |        |        |                                                                            |
| ボーイング777F        | 9      | -      | 貨物   | 貨物   | 貨物   | 貨物   |                                                                            |
| ボーイング777-300ERSF | -      | 3      | 貨物   | 貨物   | 貨物   | 貨物   | 旅客型からの改造 2025年度から納入予定                                      |
| 計                    | 86     | 56     |        |        |        |        |                                                                            |

なお、2015年11月12日に受領したB777-300ER（機体番号：B-16725）には、垂直尾翼にあったオレンジ色の縦線が消去されて胴体も流線型となった新塗装が施されており、2017年までに8機追加して台湾/桃園 - ニューヨーク線などの北米路線に進出する。ただし、長距離路線の運用間に合いで成田 - 台湾/桃園線や関西 - 台湾/桃園線に入ることもある。
2015年10月に787ファミリー最大の機体である787-10を確定18機、オプション8機の合計24機を発注した。ボーイング747-400（旅客型）の退役により、同社の旅客運航用フリート四発エンジン機は全機退役となった。

### 過去の保有機材
- エアバスA320-200
- エアバスA330-200
- ATR 72-600
- ボーイング747-400/400M/400BDSF/400F
- ボーイング757-200
- ボーイング767-200/300ER
- マクドネル・ダグラス MD-11/MD-11F
- マクドネル・ダグラス MD-90

### 画像

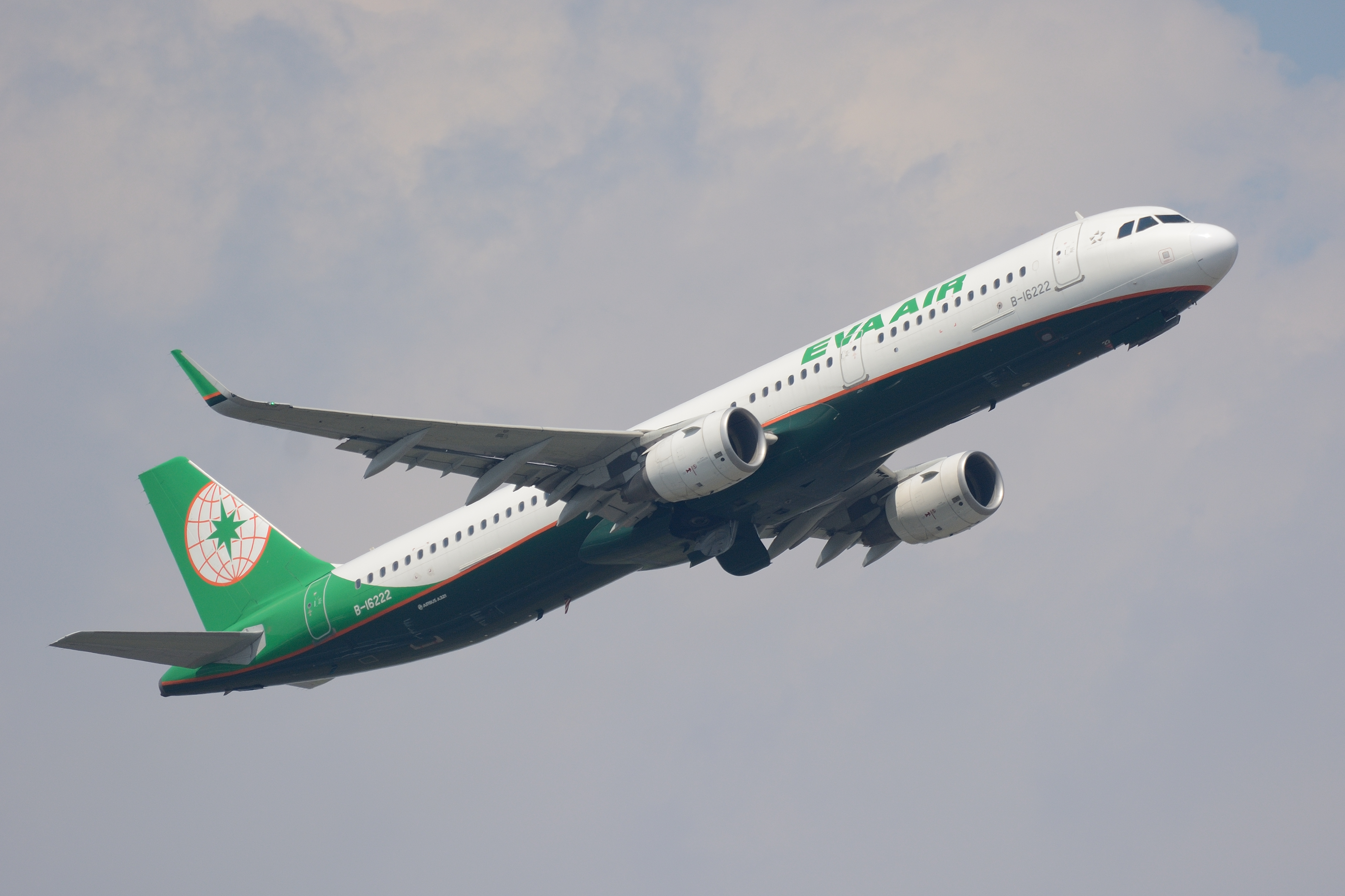
エアバスA321-200
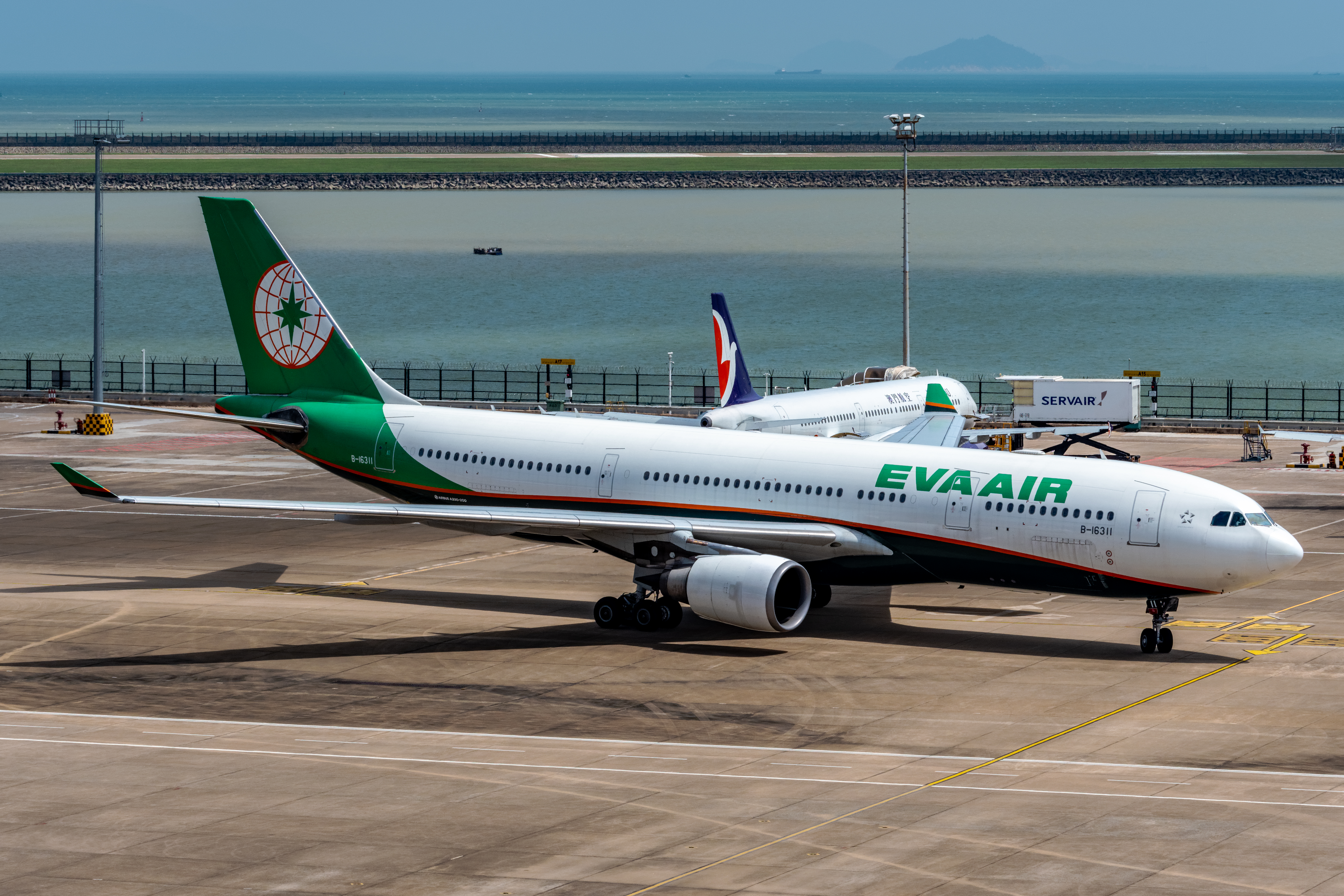
エアバスA330-200
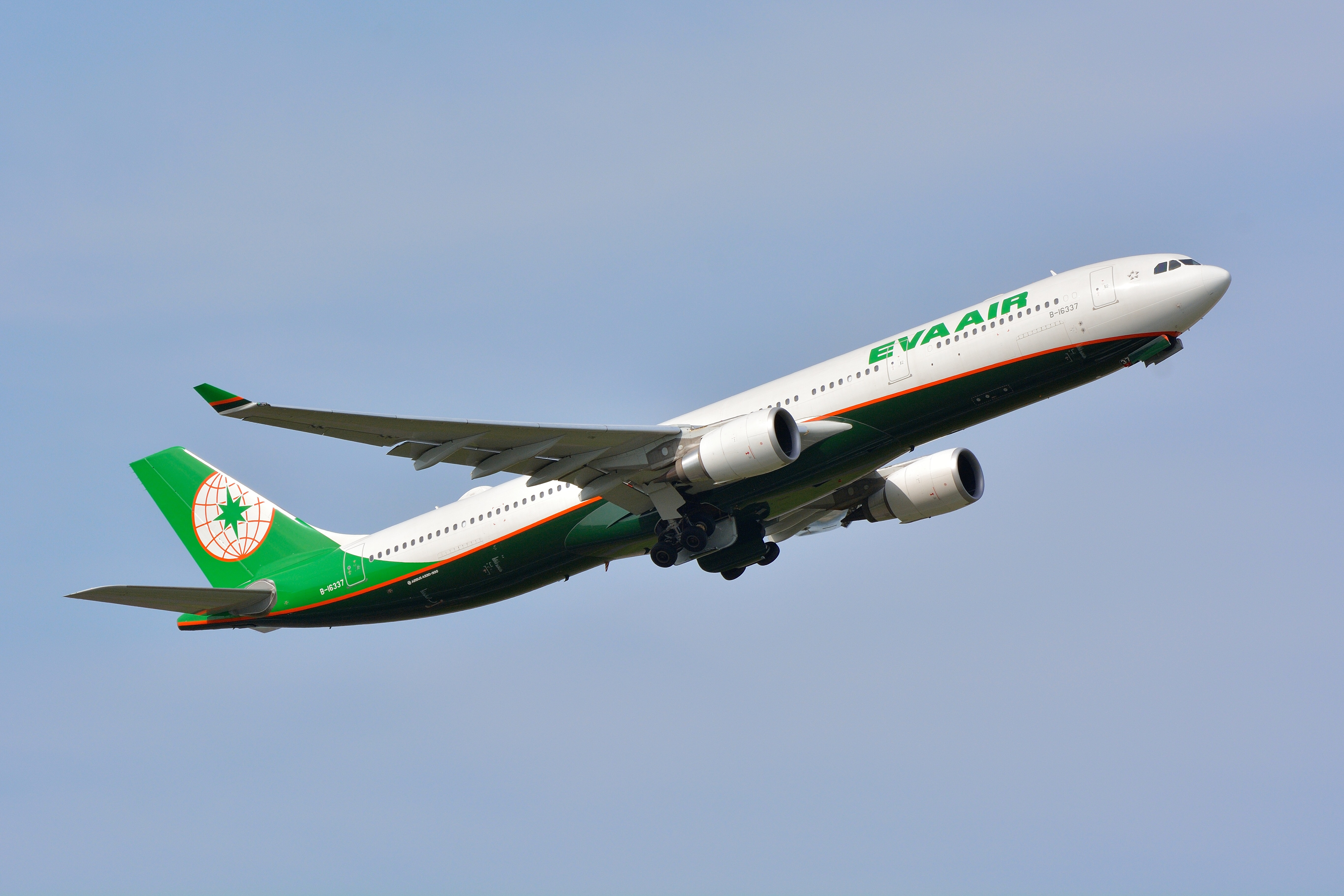
エアバスA330-300
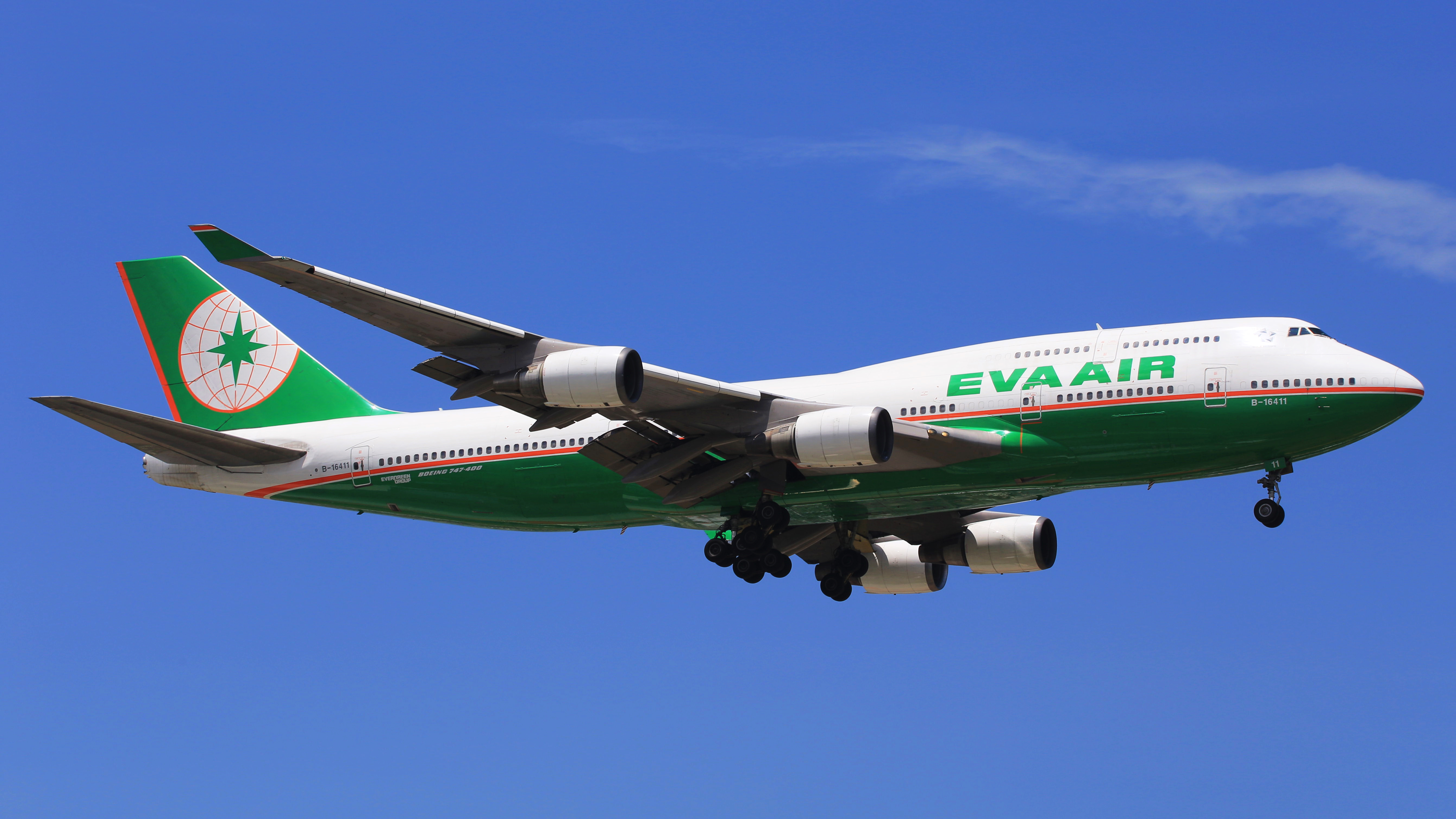
ボーイング747-400
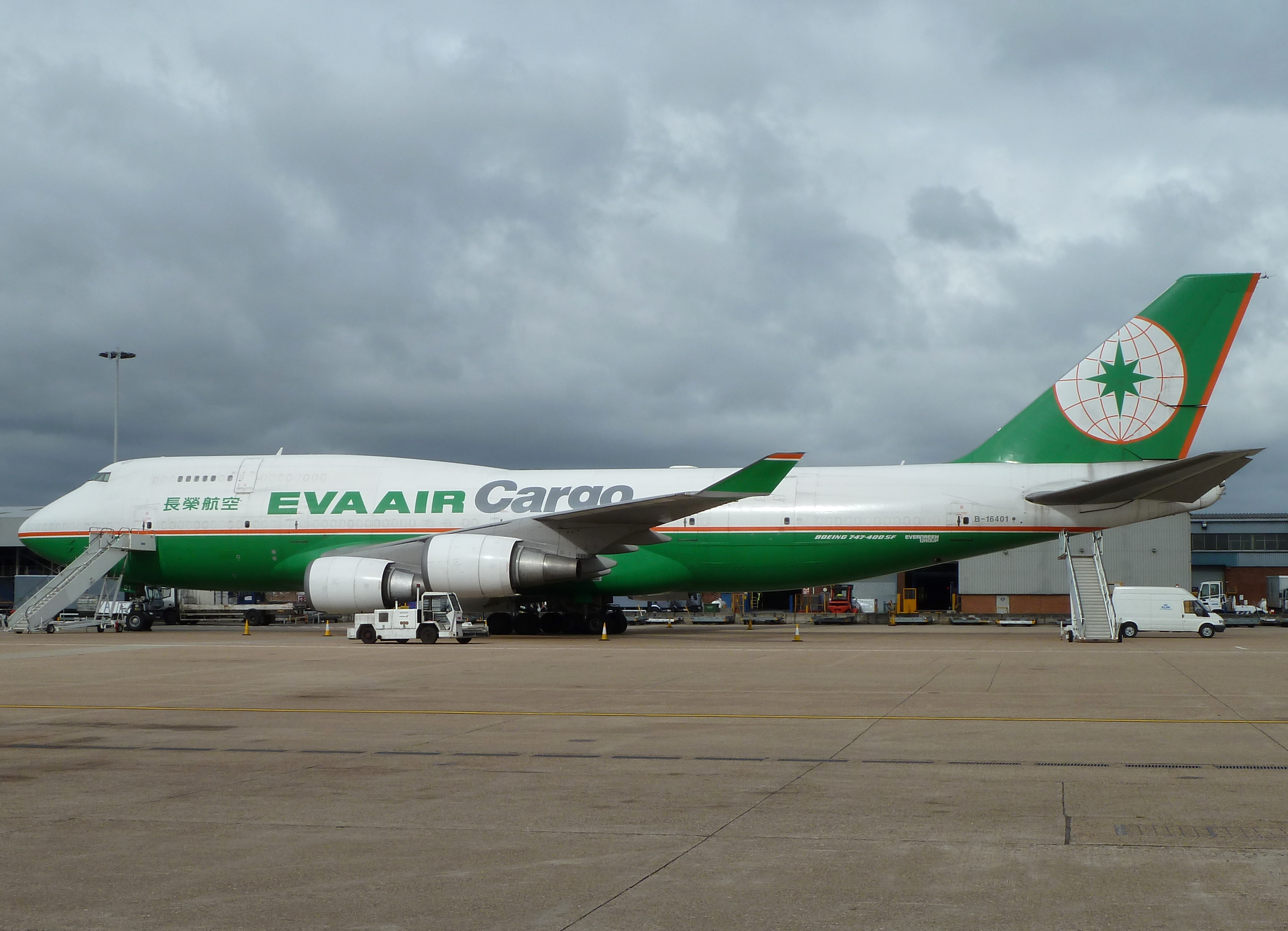
ボーイング747-400BDSF
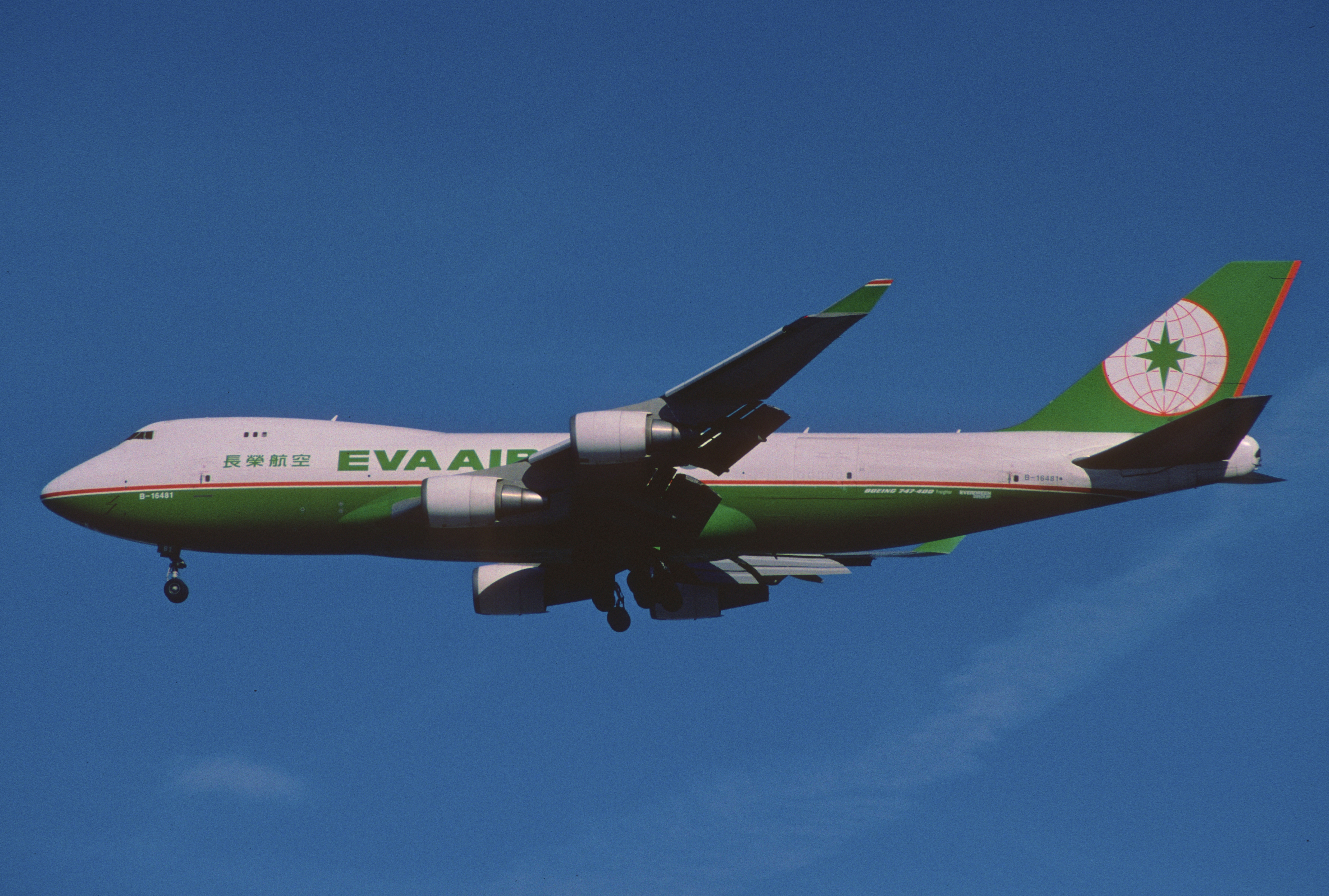
ボーイング747-400F
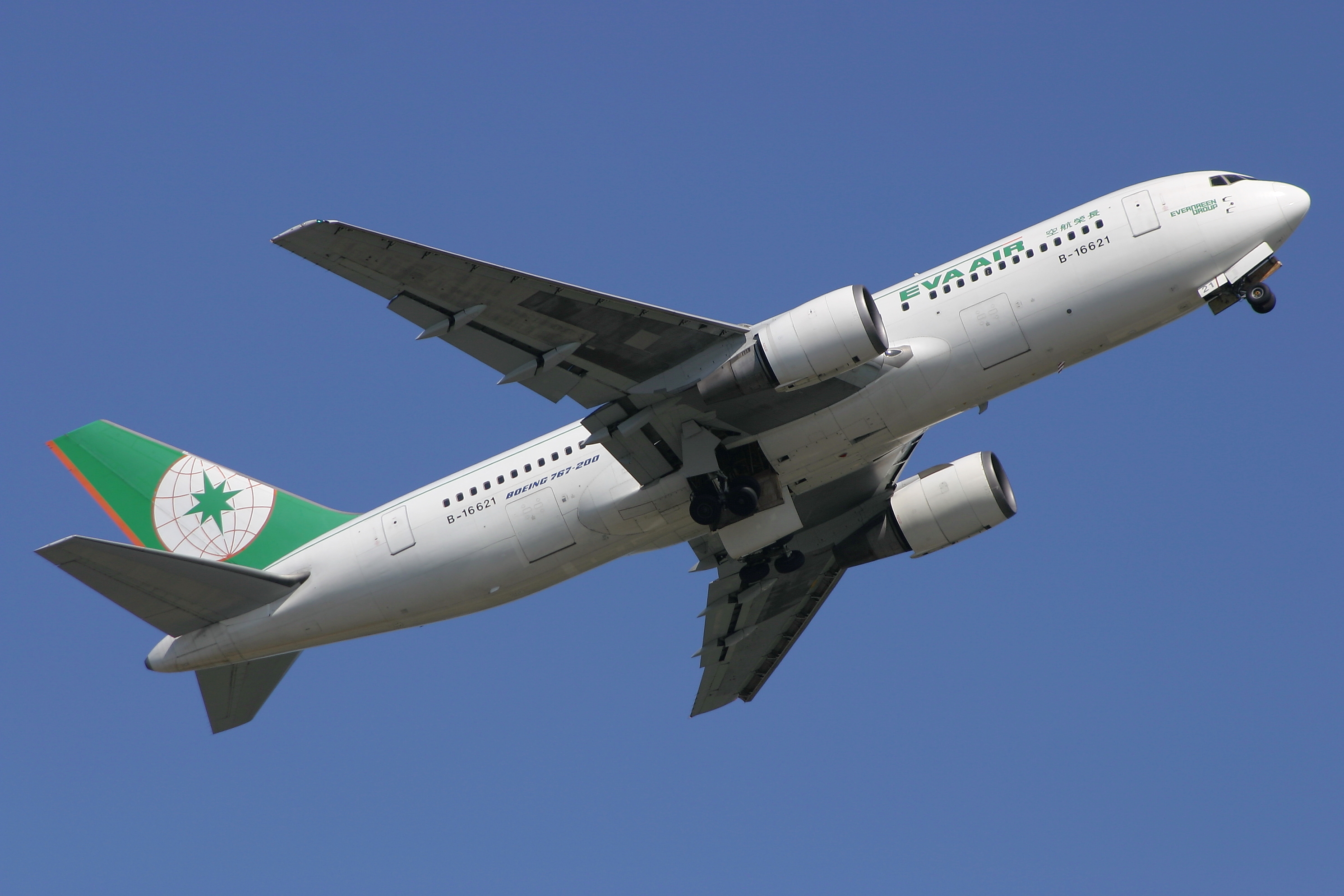
ボーイング767-200
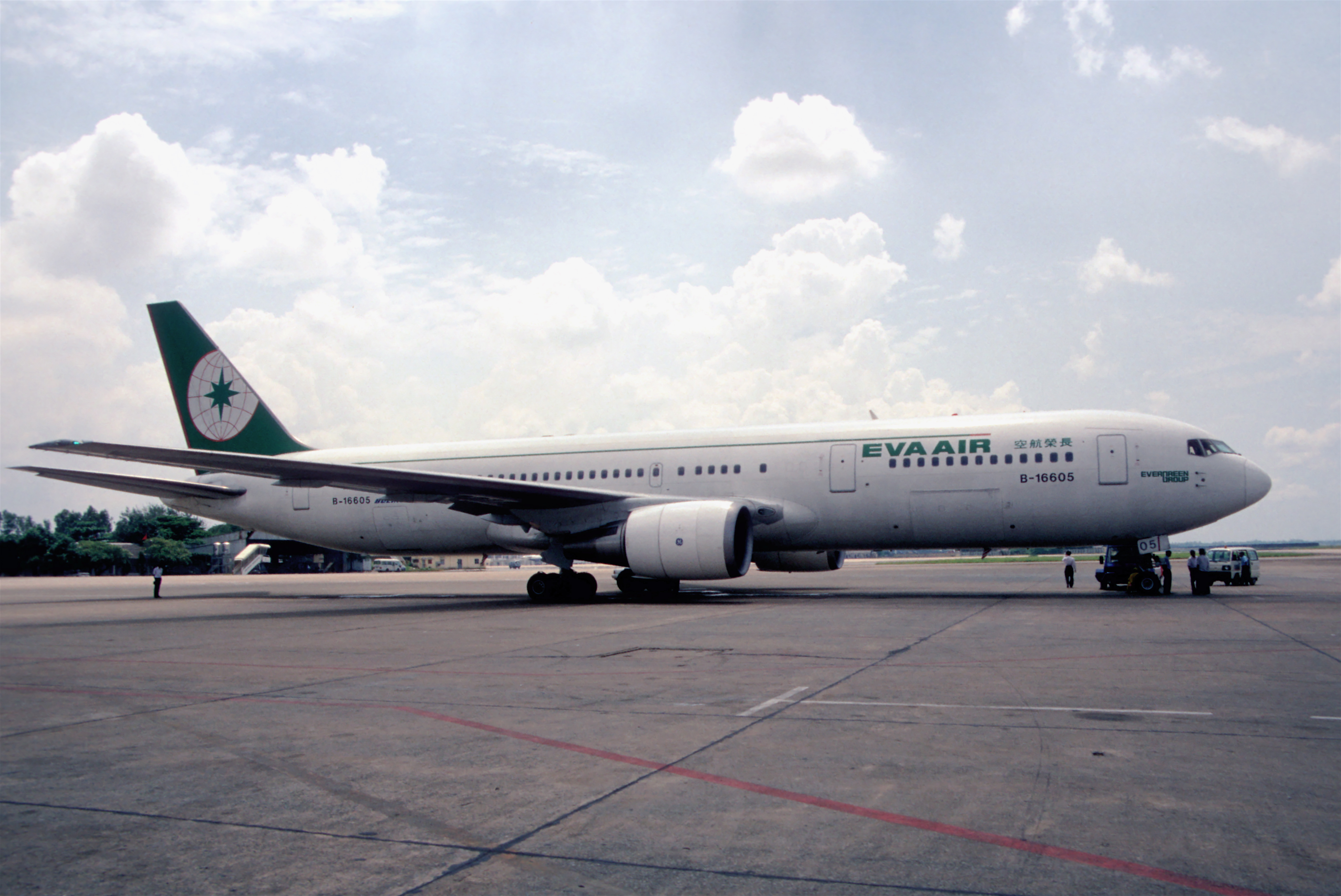
ボーイング767-300ER
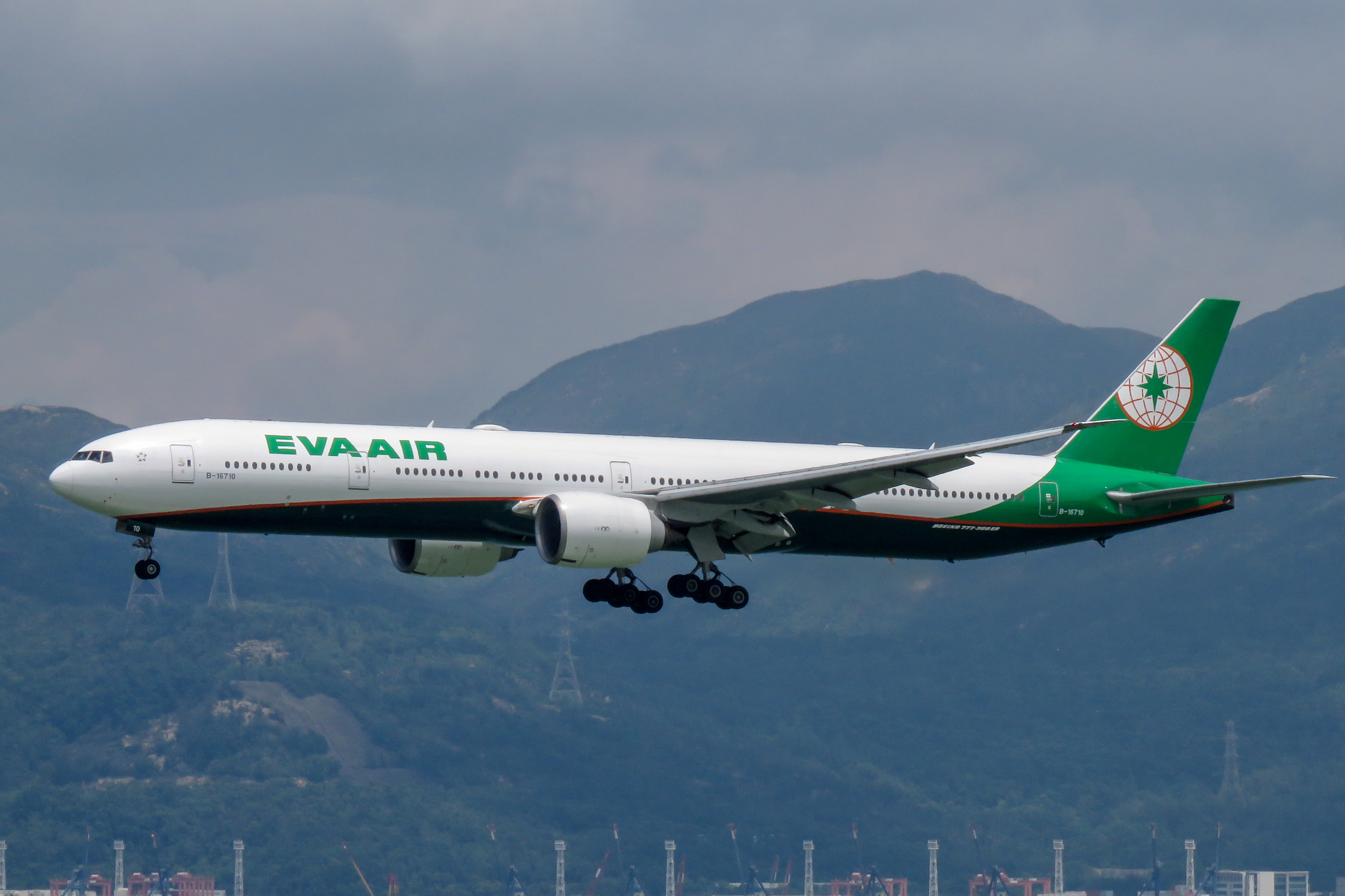
ボーイング777-300ER
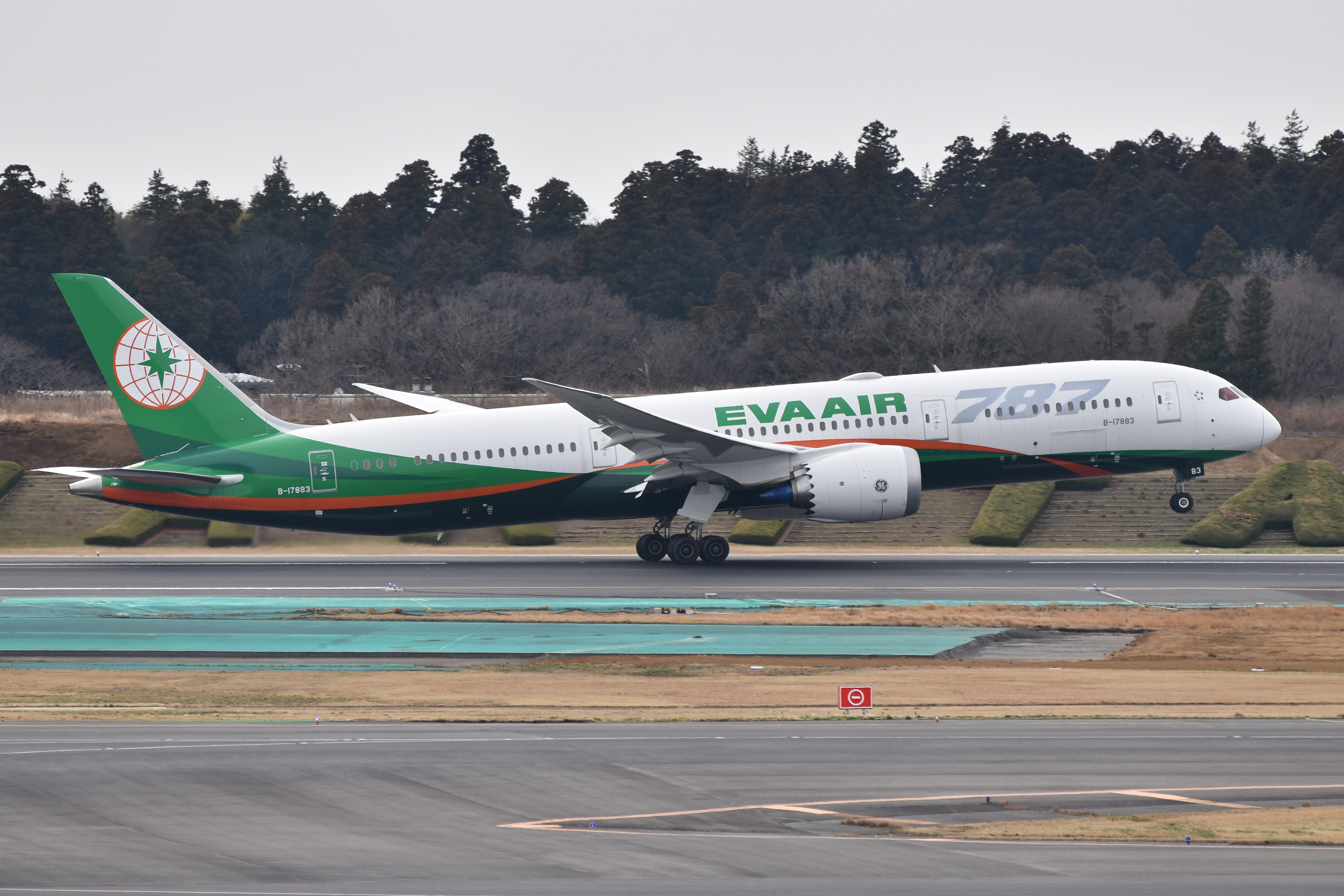
ボーイング787-9
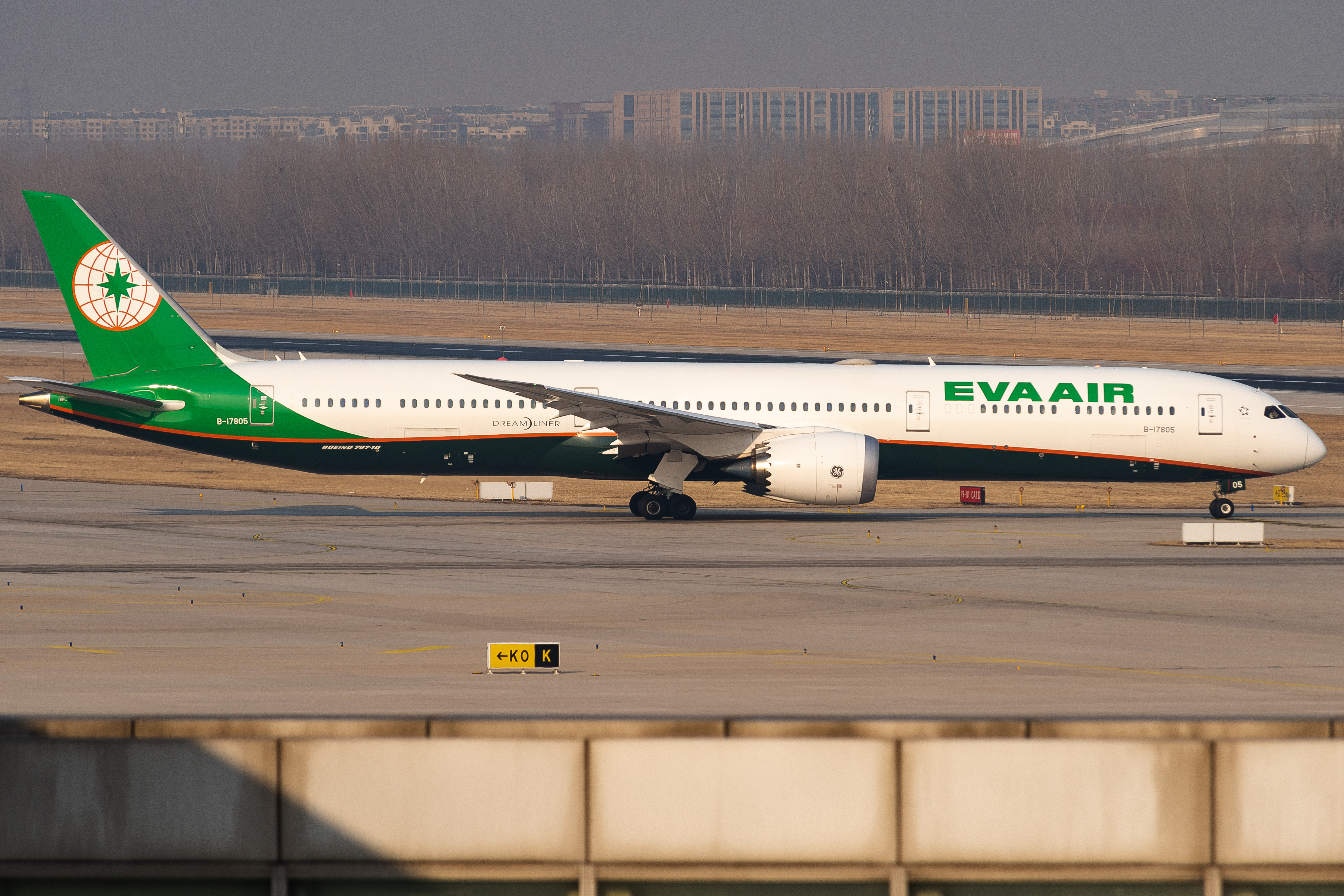
ボーイング787-10
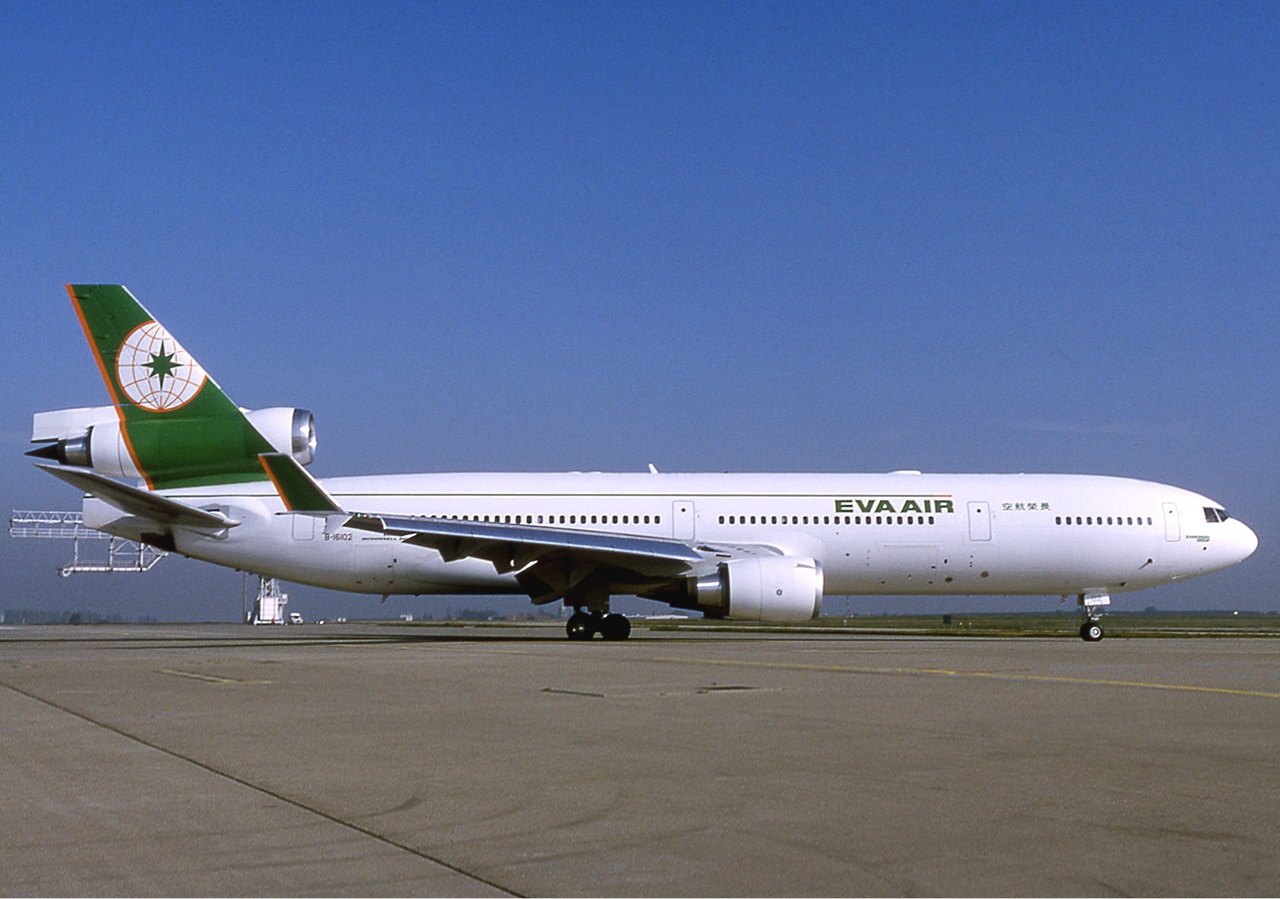
マクドネル・ダグラスMD-11
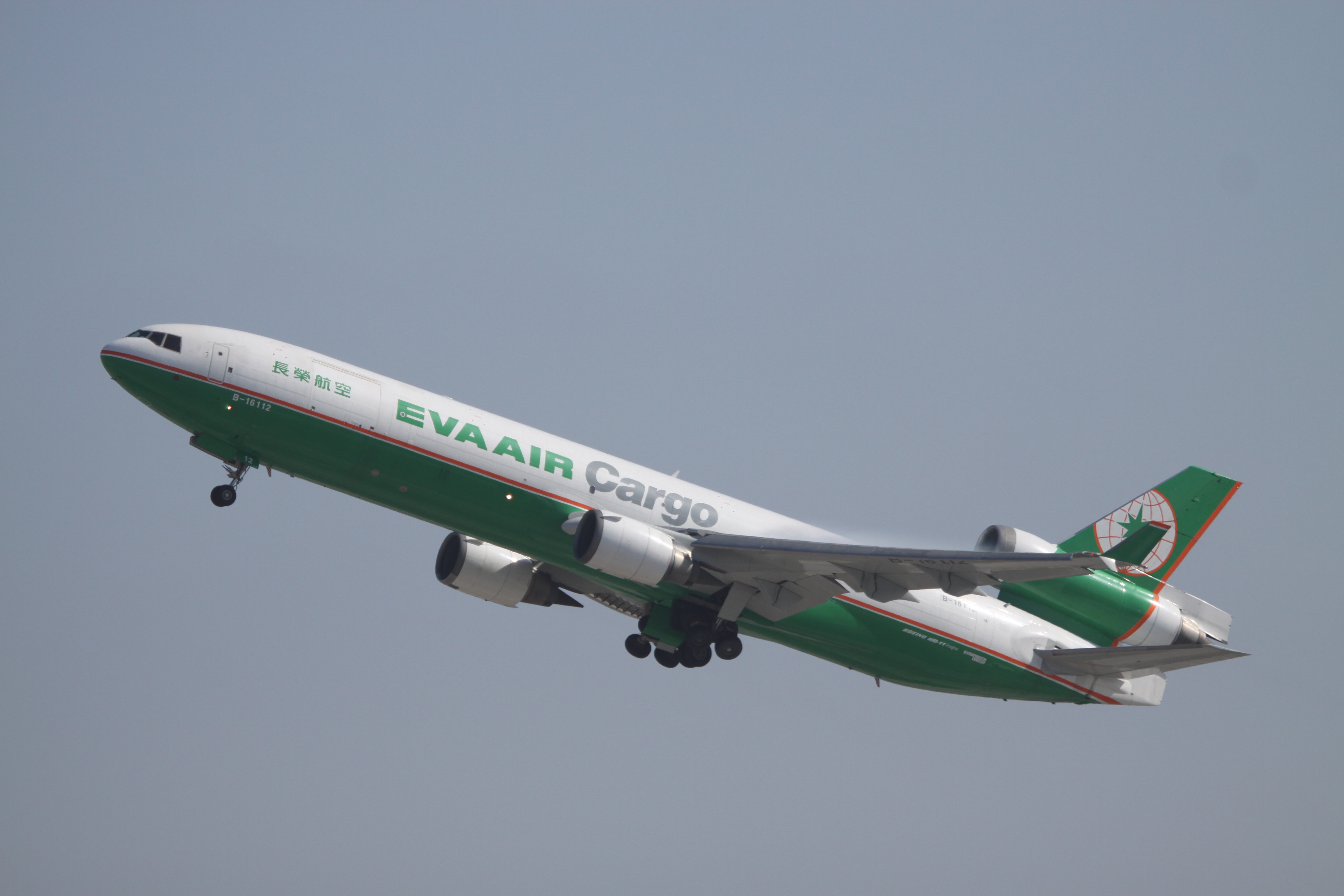
マクドネル・ダグラスMD-11F
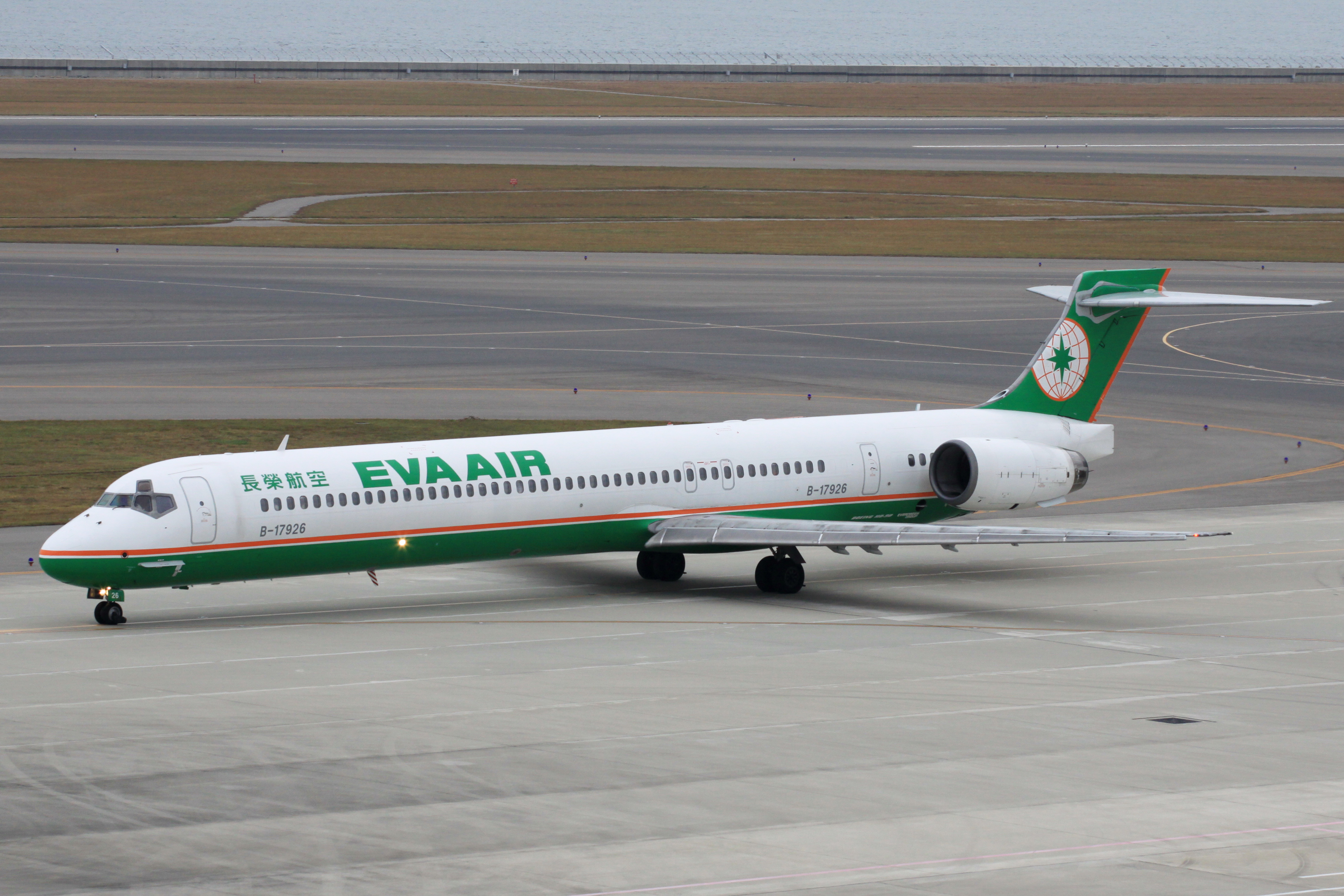
マクドネル・ダグラスMD-90

### 特別塗装機
※現在運航している物のみ記述
- スターアライアンス塗装
  - ボーイング777-300ER (B-16715)
  - ボーイング787-10 (B-17812)
- ハローキティジェット
  - エアバスA321-200 (B-16207)
- バッドばつ丸ジェット
  - エアバスA330-300 (B-16331)
- サンリオキャラクターズ ジョイフルドリームジェット
  - エアバスA330-300 (B-16332)
- ハローキティ サンリオキャラクターズジェット
  - エアバスA330-300 (B-16333)
- ハローキティ シャイニングスタージェット
  - ボーイング777-300ER (B-16722)

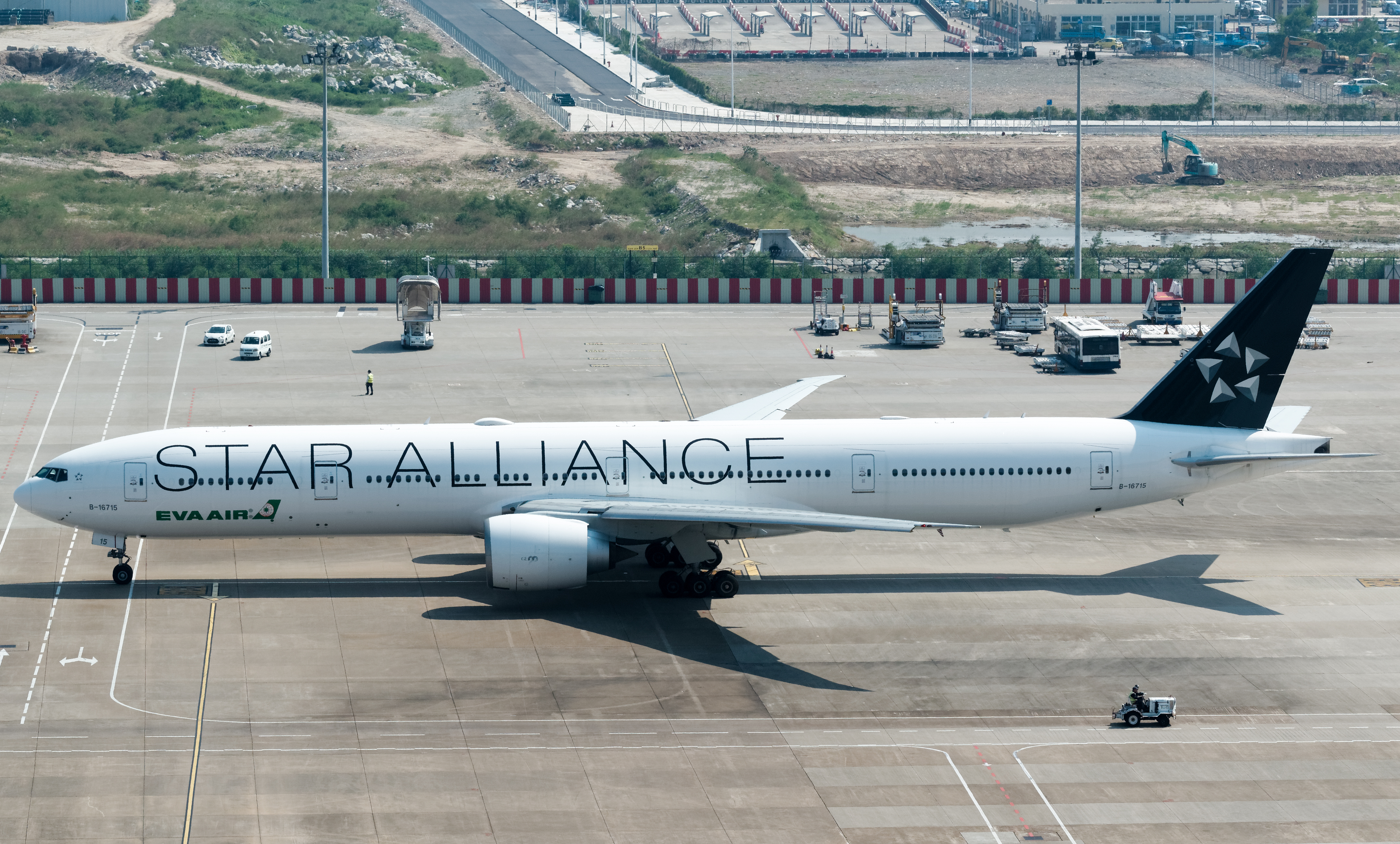
ボーイング777-300ER（スターアライアンス塗装）
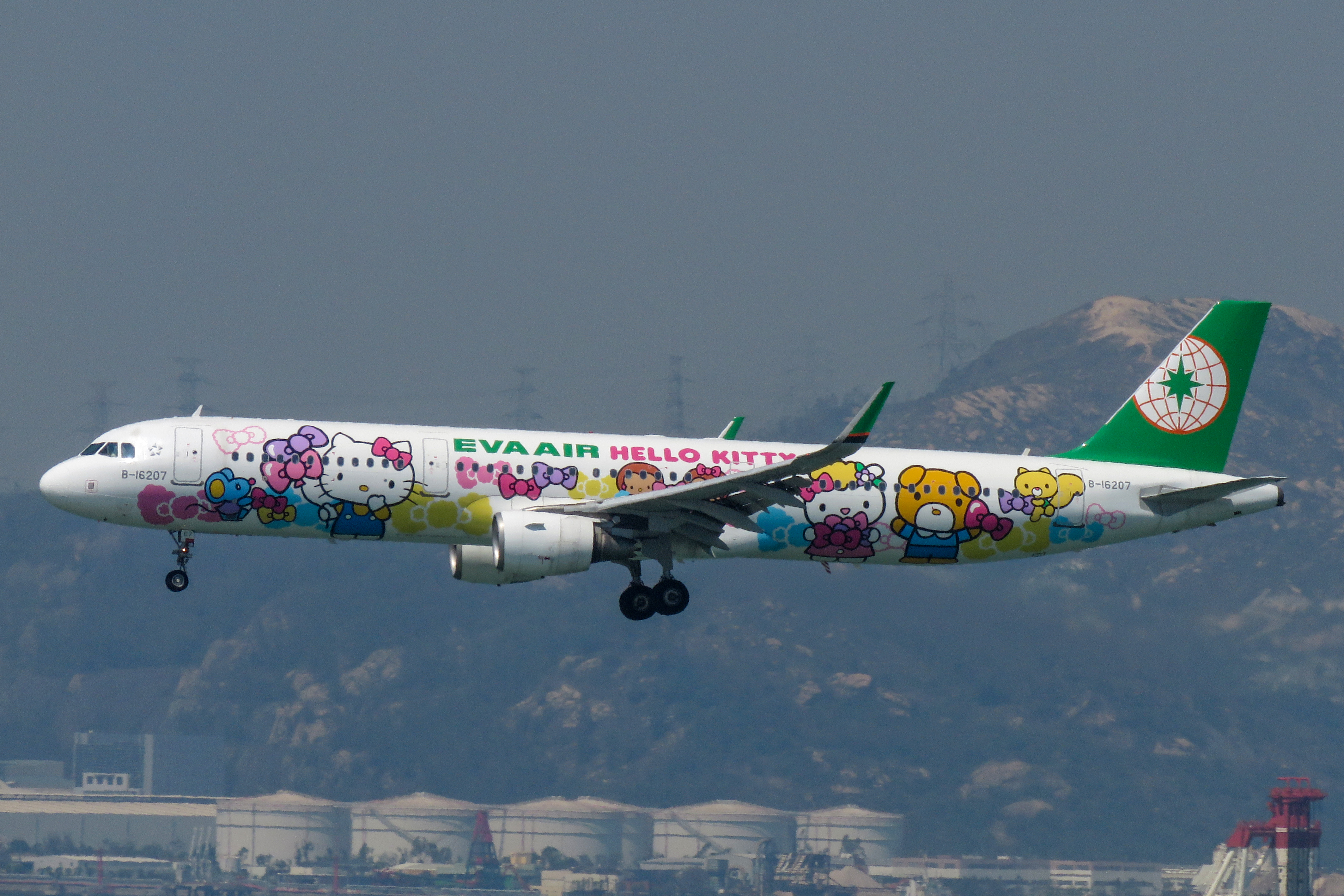
エアバスA321-200（ハローキティジェット）
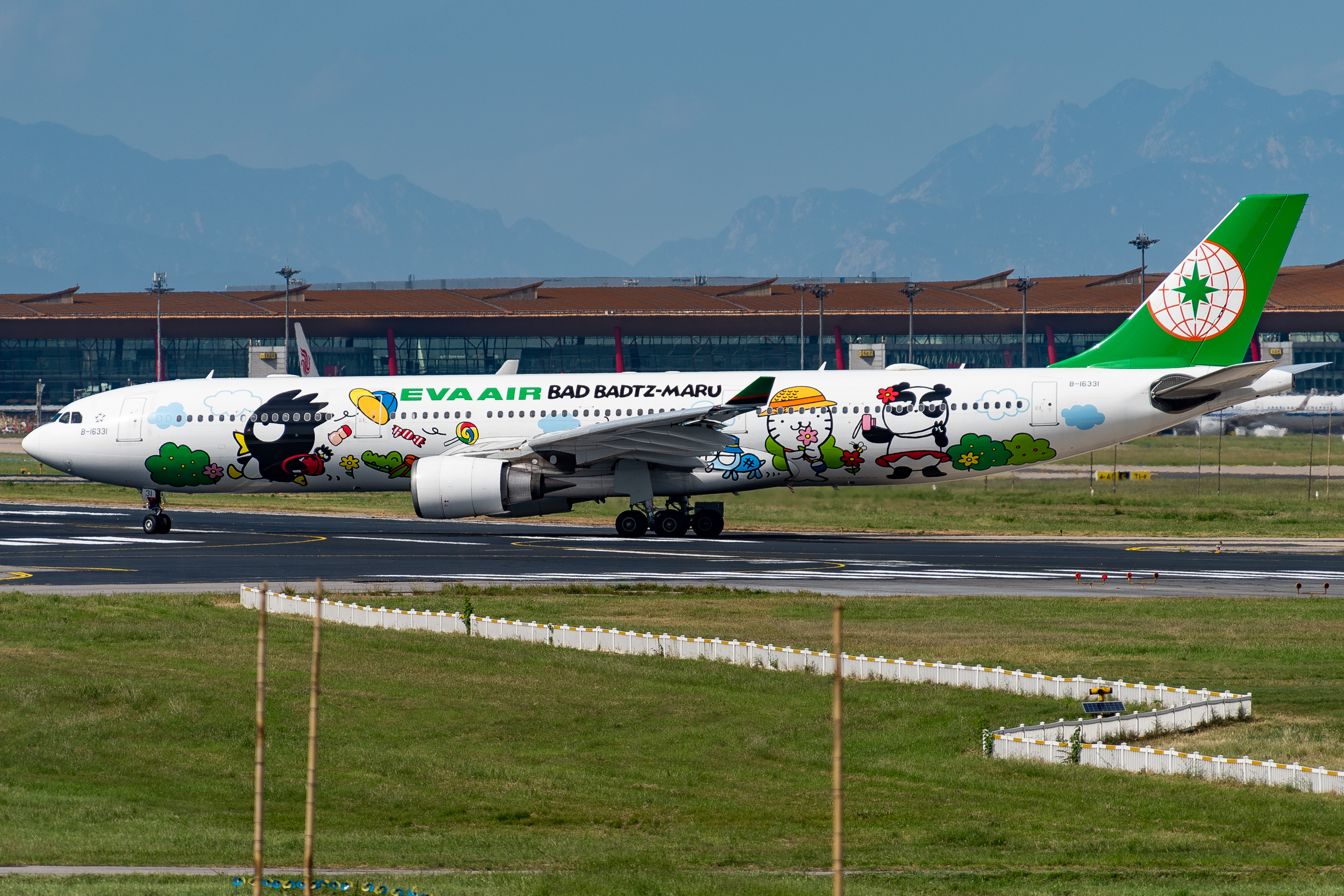
エアバスA330-300（バッドばつ丸ジェット）
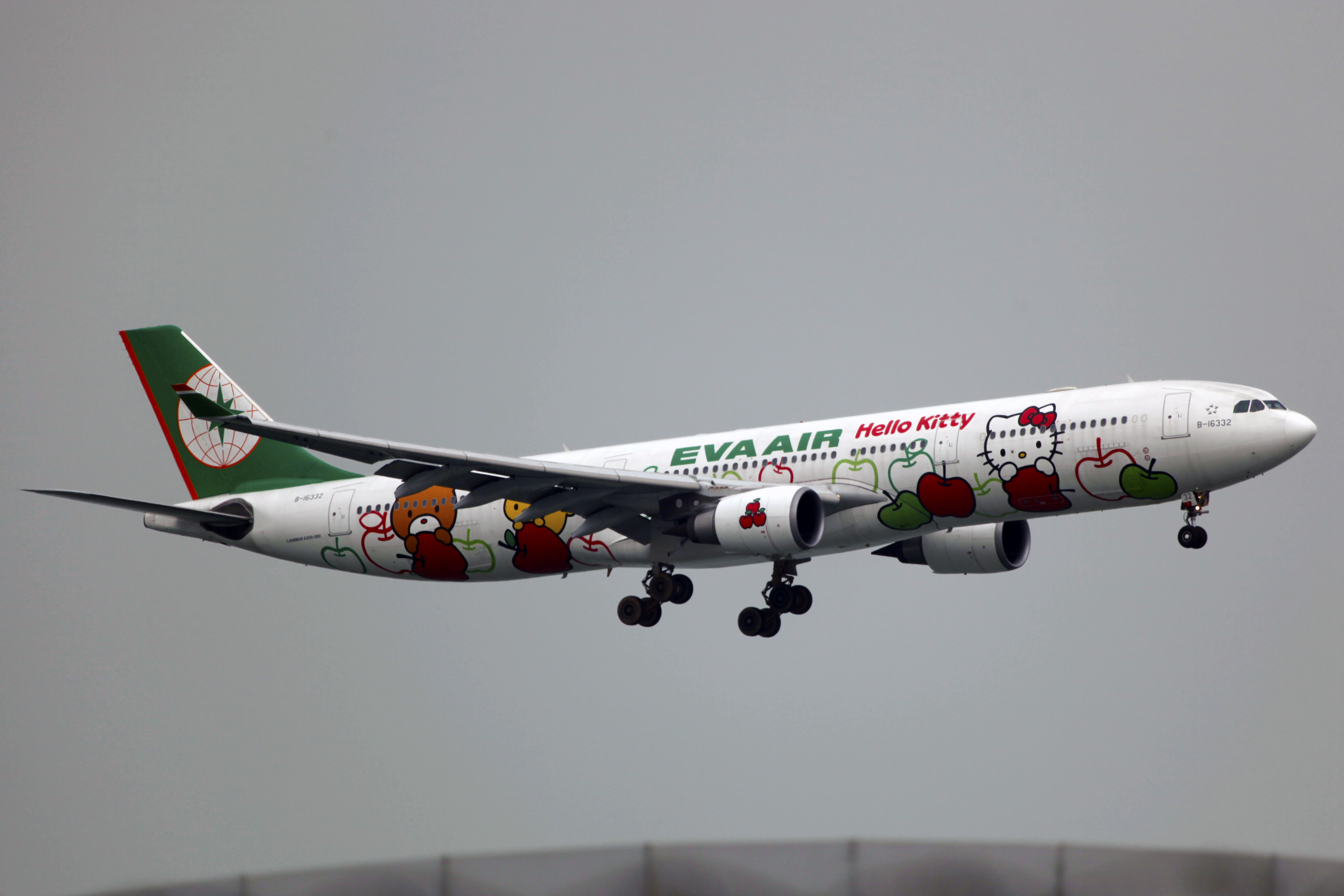
エアバスA330-300（サンリオキャラクターズ ジョイフルドリームジェット）
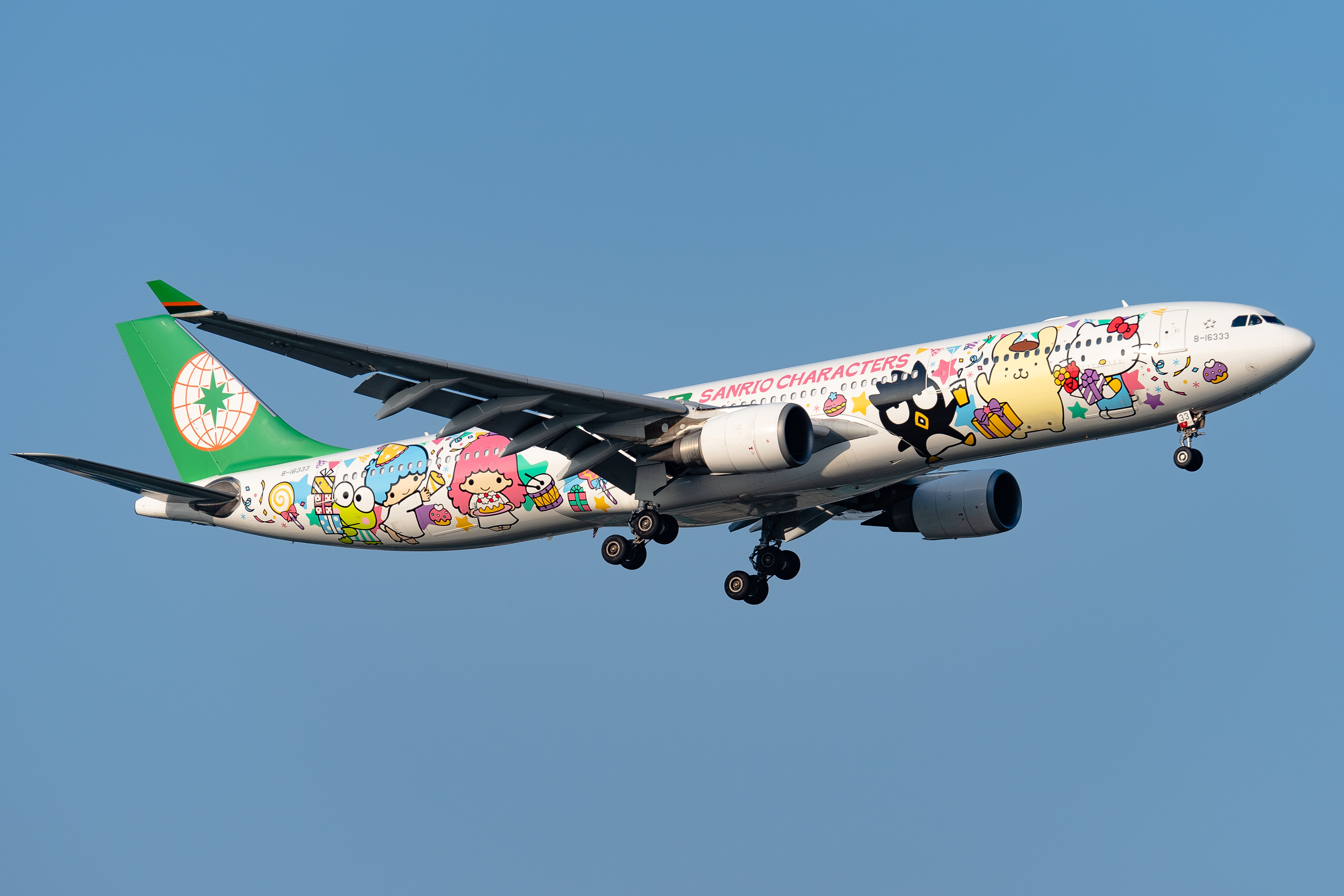
エアバスA330-300（ハローキティ サンリオキャラクターズジェット）
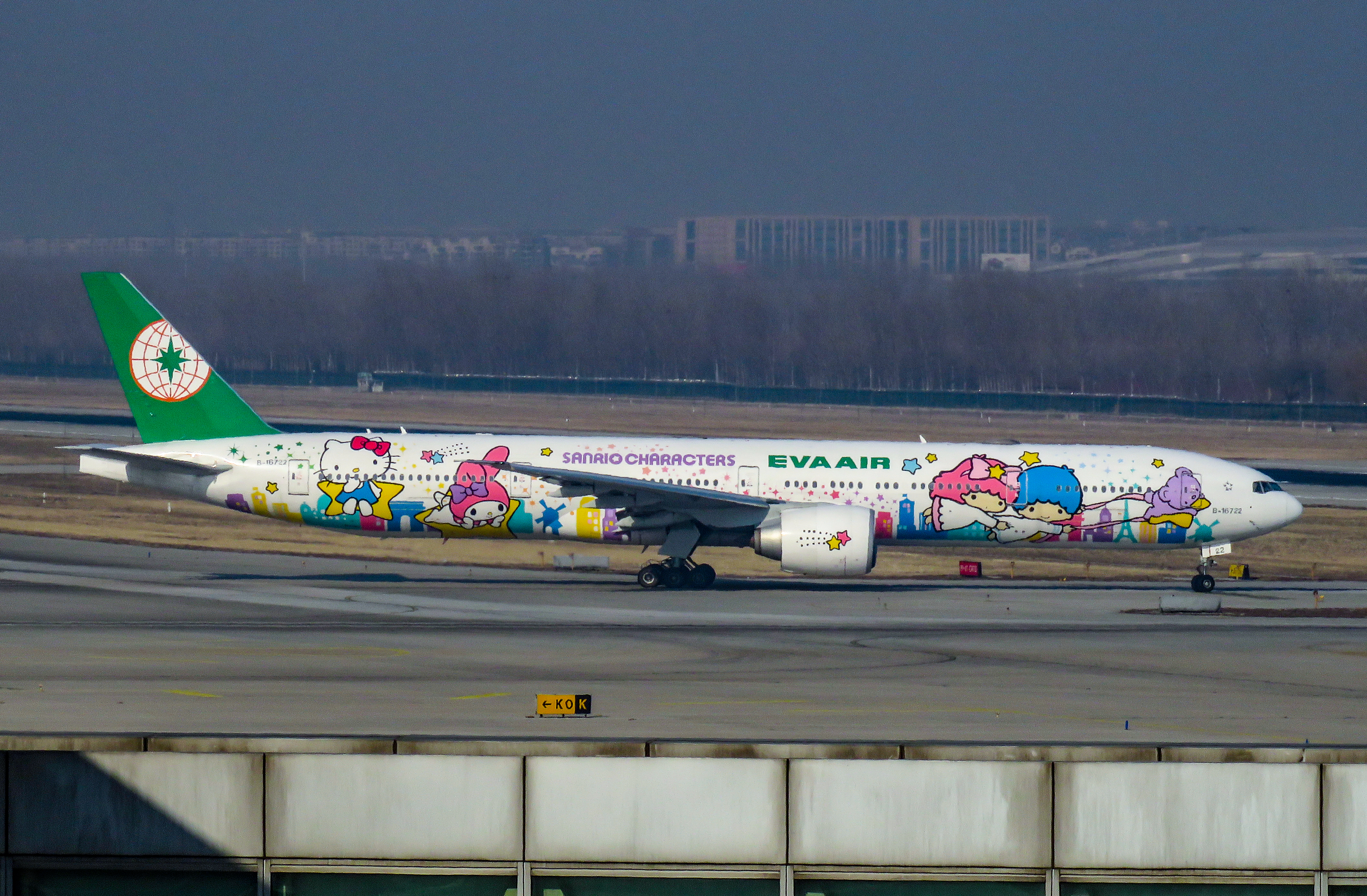
ボーイング777-300ER（ハローキティ シャイニングスタージェット）

## 航空事故
2024年8月の時点でエバー航空は、死者や航空機の全損を出す事故は1件も起こしていない。
- 2005年3月28日 : 乗客251名を乗せた2196便（A330-200型機）は、成田国際空港の近くで乱気流に遭遇した。死者はなく、49名の負傷者が出て病院に搬送された。航空機自体には損害はなかった。空港管制から操縦士に空域悪天情報 (SIGMET) が伝わらなかったためとされるが、ボイスレコーダーなどの記録は残っておらず、原因の詳細は不明のままである。
- 2008年4月15日 : 901便（MD-90型機）は、台湾桃園国際空港から離陸時に主脚のタイヤの一つ（右側第4輪）がパンクし、車輪の格納庫の扉が滑走路上に落下した。当該機はタイヤの空気圧異常には気付いていたがそのまま目的地である高雄国際空港に向かい、空港上で2回旋回し、地上の管制塔からの目視によりタイヤの状態を確認し、着陸を決行した。着陸時には更に3つのタイヤがパンクし、滑走路上に火花が飛んだ。乗客36名と乗員6名に負傷者はなかった。当該機は子会社であるユニー航空（立栄航空）からのウェット・リースであり、機体、操縦士、客室乗務員はいずれもユニー航空（立栄航空）所属であった。